# William Thomas Stead
Vous lisez un « article de qualité » labellisé en 2012.
Pour les articles homonymes, voir Stead.
William Thomas Stead, communément appelé W. T. Stead, né le 5 juillet 1849 à Embleton dans le Northumberland et mort le 15 avril 1912 lors du naufrage du Titanic, est un journaliste engagé, écrivain et spiritualiste anglais.
W. T. Stead commença à travailler à l'âge de quatorze ans comme employé de bureau dans une entreprise commerciale de Newcastle upon Tyne. Très vite remarqué par la presse régionale à laquelle il envoyait régulièrement des articles, il fut nommé à la tête du Northern Echo en avril 1871, le plus jeune rédacteur en chef de l'histoire de la presse britannique. Journaliste militant animé d'un esprit de croisade sociale, il défendait des idées politiques et sociales avancées, proches de celles du mouvement libéral d'alors. Après la victoire électorale de Gladstone en 1880, W. T. Stead entra à la Pall Mall Gazette au moment où elle devenait l'organe plus ou moins officiel du parti libéral. Il transforma radicalement le journal dans sa forme et son fond et en fit un quotidien de référence. Ses grandes campagnes d'opinion menèrent à des réformes politiques et sociales majeures. La plus célèbre, qui lui valut la prison, contre la prostitution enfantine (dite du « Maiden Tribute »), permit de relever l'âge de consentement sexuel. Cependant, il froissa beaucoup de personnalités lors de ses nombreuses croisades. Il finit par devoir quitter la rédaction en chef du journal en janvier 1890.
Il avait déjà créé un journal militant avec Annie Besant, The Link, après le « Bloody Sunday » de 1887. Il créa en 1890 un mensuel, la Review of Reviews qui connut un tel succès qu'il développa des éditions américaine et australienne les années qui suivirent. Ses engagements, pour la paix ou pour le spiritualisme, lui valurent de nouveaux problèmes. Il ne cessa cependant de contribuer à faire avancer ses causes, comme lors de la seconde conférence de La Haye en 1907.
Il mourut lors du naufrage du Titanic, alors qu'il se rendait à une conférence à New York. Son corps n'a pas été retrouvé. De nombreuses légendes, prémonitions et manifestations spiritualistes entourent sa mort.

## Biographie

### Famille et jeunesse

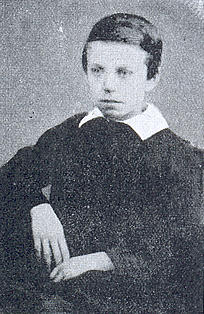
W. T. Stead enfant.

W. T. Stead était le deuxième enfant et le premier fils du pasteur congrégationaliste William Stead (1814 – 1884) et de sa femme Isabella Jobson (1824 – 1875), elle aussi très religieuse. Son grand-père paternel, Thomas Stead, était un fermier pauvre du Yorkshire, son grand-père maternel un fermier du Northumberland. William Thomas avait deux sœurs et trois frères (une sœur et un frère au moins moururent jeunes). Il avait un an quand sa famille vint s'installer à Howdon on Tyne, un quartier de Wallsend. Il commença son éducation à domicile, avec son père, qui lui enseigna, en même temps qu'à sa sœur aînée, le latin, le français et la littérature britannique principalement, en plus d'une lecture régulière de la Bible. Son père lui apprit aussi à exercer sa mémoire, ce qui devait lui servir ensuite dans son métier de journaliste, principalement lors des interviews. Il étudia entre douze et quatorze ans à la Silcoates School de Wakefield, une école qui accueillait les fils de pasteurs congrégationalistes. Sa première année, avec une vingtaine d'autres élèves, il connut une crise mystique et envisagea un temps d'entrer dans les ordres. W. T. Stead considérait que ces deux ans à l'école ne lui apprirent sur le plan intellectuel pas grand-chose de plus que ce que son père et la bibliothèque de celui-ci avaient pu lui apporter, hormis les mathématiques. C'est en revanche dans ce cadre qu'il forgea ses convictions en matière de christianisme et de démocratie, et plus prosaïquement, développa son attachement au cricket,,,,.
Il devint en 1863, apprenti employé de bureau au service comptabilité d'un marchand de Newcastle upon Tyne, M. Smith, qui était aussi vice-consul de Russie, créant ainsi le premier lien de W. T. Stead avec ce pays. Il y fut ensuite engagé à partir de 1866 comme employé de bureau, pour 60 £ par an. Il continua à se former de manière autodidacte, mais aussi grâce à la Sunday School. En plus du journal sportif Sporting Life (qui publiait les résultats de cricket, mais aussi des romans), il lit Shakespeare ainsi que la vie de Thomas Cromwell par Thomas Carlyle. Un essai sur Cromwell, dont il était un grand admirateur, lui valut d'être publié pour la première fois, dans le Boy's Own Magazine. Il gagna ainsi une guinée qu'il dépensa en achetant des livres, dont un recueil de poèmes de James Russell Lowell qui l'accompagna toute sa vie. En 1865, il réussit à publier dans un journal local un article sur l'assassinat d'Abraham Lincoln et en 1868, un autre, dans le Sheffield Independent sur le désétablissement de l'Église d'Irlande. Il avait alors adopté le nom de plume : W. T. Silcoates. Il l'utilisa aussi pour le premier magazine dont il fut le rédacteur en chef pendant dix ans : le Magazinctum dont la diffusion était limitée à la famille Stead. Durant toute cette période, il souffrit des yeux et crut qu'il allait perdre la vue,,,.

### Mariage et vie de famille

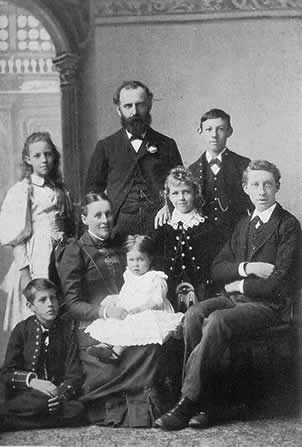
W. T. Stead, son épouse et leurs six enfants.

Le 10 juin 1873, W.T. Stead épousa une amie d'enfance, Emma Lucy Wilson (1849 – 1932). La cérémonie de mariage fut un peu différente des cérémonies traditionnelles. Lors de l'échange des vœux, la mariée n'eut pas à promettre d'« obéir » à son époux. Ensemble, ils eurent quatre garçons et deux filles,,,,,. W. T. Stead s'était installé dans la banlieue de Darlington lorsqu'il prit la direction du Northern Echo en 1871. Il y vécut avec sa femme jusqu'en 1881. La famille (avec déjà quatre enfants) déménagea alors pour la banlieue de Londres. Dans les premières années, à Darlington, les Stead n'avaient qu'une seule bonne à tout faire : pas de cuisinière ou de gouvernante, ce qui les plaçaient relativement bas dans l'échelle sociale des classes moyennes. W. T. Stead travaillait au journal jusqu'à deux à trois heures du matin. Il se levait relativement tard. Sa femme s'occupait donc elle-même de la plupart des tâches ménagères, tout en lui servant aussi de secrétaire et d'assistante. W. T. Stead, dans ses journaux intimes est sans concession quant à la vie de famille ou l'aspect finalement peu idyllique de la vie de couple. Il n'y cache pas qu'il fut passionnément attiré par Madame Olga Novikoff dans les premières années de leur relation (qui resta cependant professionnelle) ou qu'il flirta brièvement avec une amie écossaise lors d'une des grossesses de sa femme.
Lorsqu'il devint corédacteur en chef de la Pall Mall Gazette, W. T. Stead partit d'abord seul trois mois pour Londres, avant de faire venir sa famille. Ils s'installèrent alors à Cambridge House à Wimbledon. Ils y restèrent très longtemps puisque ce fut dans cette maison que fut installé le « bureau de Julia » en 1909. La situation financière et donc sociale s'était améliorée car les Stead purent alors s'offrir les services d'abord d'une gouvernante, Miss Isabel Adams, puis de deux précepteurs, M. Underhill puis un Allemand, le docteur Borns,.

### Rencontres décisives
W. T. Stead avait dix-huit ans quand il tomba amoureux d'une jeune femme qui avait dix ans de plus que lui. Elle flirta avec lui tout l'été puis regagna Édimbourg. Cet épisode fut régulièrement rappelé par W. T. Stead au cours de sa vie. Il avait l'habitude de plaisanter : « quand un aspirant journaliste vient me demander des conseils d'écriture, je lui suggère de tomber amoureux d'une femme intelligente, âgée d'une douzaine d'années de plus que lui avec qui il ne pourrait communiquer que par lettres »,.
Alors qu'il était à Londres pour son travail mais aussi en raison de ses liens politiques avec William Gladstone, à l'automne 1877, W. T. Stead fut présenté au salon de Madame Olga Novikoff, considérée alors comme la représentante officieuse de la Russie au Royaume-Uni. Là, parmi de nombreux grands noms de la littérature de l'époque, il put rencontrer Matthew Arnold et surtout Thomas Carlyle, son héros de jeunesse. Il raconta plus tard que dîner avec Saint Paul ne lui aurait pas fait plus d'effet,. Dès cette époque, il apporta son soutien à Annie Besant, à l'occasion du « procès Knowlton » à propos du contrôle des naissances que celle-ci défendait par la publication de The Fruits of Philosophy. W. T. Stead chercha alors, sans succès, à la rencontrer à Londres, considérant « d'instinct que dès qu'ils se rencontreraient, ils deviendraient bons amis ». Ce ne fut le cas que dix ans plus tard, à l'occasion du « Bloody Sunday ».
De même, à l'été 1879, l'Armée du salut installa une branche locale à Darlington. Ce fut à cette occasion que W. T. Stead rencontra cette association qui joua un rôle important tout au long de sa carrière. Il entra aussi très vite en contact avec le « général » William Booth qui la dirigeait.
En avril 1888, W. T. Stead se rendit à Saint-Pétersbourg où, grâce à son amie Madame Olga Novikoff mais aussi grâce à son action pacifiste lors de la précédente guerre russo-turque qui l'avait fait apprécier en Russie, il devait pouvoir rencontrer le Tsar. Cette rencontre fut décisive dans sa poursuite de sa campagne en faveur de la paix,.

## Journaliste militant

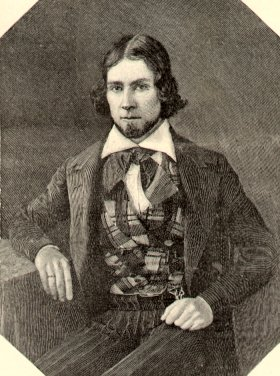
James Russell Lowell en 1845.

Matthew Arnold considérait que W. T. Stead avait été l'inventeur du « New Journalism », un genre sensationnaliste que lui-même désapprouvait. W. T. Stead acceptait cependant cette remarque et s'en défendait en rappelant que son inspiration, tout au long de sa carrière de journaliste, d'éditorialiste et de rédacteur en chef avait été les conseils donnés par James Russell Lowell dans sa préface à son Pious Editor's Creed (Credo du pieux éditorialiste). Lowell comparait le rôle de l'éditorialiste d'un journal à celui d'un pasteur, avec la différence de taille que lorsqu'il montait en chaire, ses ouailles pouvaient se compter en dizaines de milliers. L'éditorialiste devait être un nouveau Moïse qui devait aller chercher les nouvelles Tables de la Loi, qu'il appelait le « Progrès de la Civilisation », non au sommet du Mont Sinaï maintenant silencieux, mais au cœur des entreprises et des cités touchées par le péché. Ainsi, il devait se faire le guide de la société vers un ordre nouveau. W. T. Stead adopta ces conseils et les appliqua tout au long de sa carrière. Dans son journal intime, le 22 octobre 1880, il écrivit que son objectif à la Pall Mall Gazette serait d'être le « leader des leaders d'opinion publique », l'« interprète des aspirations des classes les plus basses auprès des puissants ». Il se voyait comme une combinaison du « prophète juif, du tribun romain et du professeur grec »,.
Après ses campagnes d'opinion réussies, tant pour l'envoi de Charles Gordon au Soudan ou le The Maiden Tribute of Modern Babylon, W. T. Stead publia en 1886 deux articles dans la Contemporary Review où il expliquait son point de vue sur le nouveau rôle de la presse. Il écrivait que le pouvoir des rois s'était éteint avec Charles Ier et le pouvoir de la Chambre des lords avec la réforme électorale de 1832. Pour lui, le pouvoir des Communes lui-même était appelé à disparaître dans la mesure où les élus se coupaient toujours davantage de leurs électeurs. En fait, il annonçait l'avènement du quatrième pouvoir, celui de la presse, toujours en lien avec la population. En effet, si un rédacteur en chef n'écoutait pas ses lecteurs, il les perdait : son mandat était ainsi renouvelé tous les jours et non tous les sept ans comme pour les députés. Les lettres des lecteurs étaient ici essentielles (alors qu'il considérait que les lettres des électeurs étaient sans effet). La presse était donc, selon lui, le véritable reflet de l'opinion publique et un intermédiaire nécessaire entre population et élus. Pour cette raison, il réclamait l'enseignement pour tous afin que tous puissent lire. Il voyait les journaux comme une « Chambre d'initiative » à côté des Chambres des Lords et des Communes. De plus, la presse était, tel Argos, toujours vigilante et capable d'alerter la population de ce que les pouvoirs auraient voulu lui cacher. Il demandait même pour les journalistes les mêmes privilèges que pour les officiers de police judiciaire afin qu'ils puissent entrer partout et toujours. Ils devaient surtout pouvoir avoir accès tout le temps à tous les membres du cabinet, les élus, les juges, les ambassadeurs, les généraux, etc., tous ceux qui en fait participaient à la gestion du pays, du niveau national au niveau local. Pour cela, il imaginait ce qu'il avait tenté de mettre en place après sa campagne du « Maiden Tribute » puis qu'il tenta de mettre en place l'année suivante après « Bloody Sunday » : des sortes de comités locaux de citoyens, organisés de façon pyramidale, dans le but d'exercer une surveillance constante des élus et de tous les hommes en position de pouvoir. Il comparait cet engagement des citoyens à ce que son modèle, Oliver Cromwell, avait réussi à faire avec sa « New Model Army » : un engagement dans un véritable idéal au service du plus grand projet spirituel, éducatif et gouvernemental de l'histoire du pays.

### Northern Echo
En février 1870, W. T. Stead entama sa première croisade. Intéressé par la récente création d'une Blackheath Mendicity Society, il écrivit au Northern Daily Express pour suggérer qu'un équivalent fût mis sur pied à Newcastle. Sa lettre fut publiée et reçut de nombreuses réponses. Il écrivit alors une nouvelle lettre qui fut publiée en première page. L'ensemble suscita l'attention de son employeur qui s'engagea à son tour dans la cause, à condition que W. T. Stead lui écrivît ses discours. Une réunion organisée à la mairie de la ville résulta en la création de la Charity Organization Society locale. Il écrivit alors à de nombreux journaux de la région pour suggérer que l'initiative fût répétée dans les autres villes. Il entra ainsi en correspondance avec John Copleston, le rédacteur en chef du Northern Echo de Darlington, une ville proche de Newcastle,,.
Le Northern Echo, un journal libéral, venait de naître et John Copleston recherchait des auteurs. Il demanda des contributions de plus en plus nombreuses à W. T. Stead qui ne fut pas payé pendant les dix premiers mois alors qu'il écrivait trois articles par semaine pour la une. Il fut finalement contacté par le propriétaire, John Hyslop Bell, qui lui proposa le poste de rédacteur en chef, en remplacement de Copleston, pour 150 £ par an. Avant d'accepter, il alla consulter Wemyss Reid, alors figure montante du journalisme provincial. Les deux hommes discutèrent toute la nuit. Dans ses Mémoires, Reid explique qu'à cette occasion, W. T. Stead lui exposa sa vision d'un journalisme forcément engagé et détailla ses projets de transformation de la presse, qu'il mit plus tard à exécution,,. Il succéda ainsi à Copleston en avril 1871, devenant le plus jeune rédacteur en chef de l'histoire de la presse britannique,.

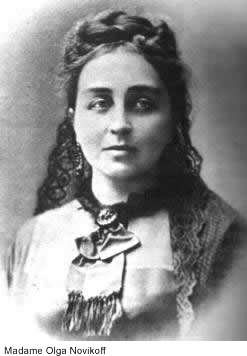
Olga Novikoff.

W. T. Stead durant ses trois premières années de rédacteur en chef écrivit plus de mille articles de première page, plus de trois mille brèves et de nombreux autres articles. Il fit du Northern Echo un journal militant, contrairement aux usages de l'époque, pour les idées politiques libérales, principalement de Gladstone, mais aussi pour les idées sociales et religieuses de l'Armée du salut. Il réclamait ouvertement la mise en place d'une éducation primaire et secondaire obligatoire, du suffrage universel masculin et féminin (malgré les doutes qu'avait éveillés en lui l'épisode de la Commune de Paris), l'abrogation des Contagious Diseases Acts ainsi que de la New Poor Law. Il demandait la mise en place de conventions collectives pour l'ensemble des ouvriers et la journée de huit heures pour les mineurs. Il s'opposait à toute politique étrangère agressive, particulièrement celle de Benjamin Disraeli, préférant l'arbitrage. Il militait pour un rapprochement des nations. Il demandait le Home Rule pour l'Irlande et le droit à l'autodétermination pour les nationalités balkaniques. Il fut ainsi à l'origine du mouvement d'opinion à propos des atrocités des Bachi-bouzouks en Bulgarie en 1876. Par conséquent, il fut aussi à la pointe de l'opposition à la politique étrangère du Premier ministre conservateur Lord Beaconsfield, favorable à l'Empire ottoman. Il fit à cette occasion la connaissance de Madame Olga Novikoff, considérée comme une représentante officieuse de la Russie en Grande-Bretagne. Ils devinrent suffisamment proches pour qu'on attribue à W. T. Stead l'écriture du livre de celle-ci : Russia and England paru en 1880. Il fit en plus de nombreux voyages à Londres pour y rencontrer Gladstone, qu'il aida à élaborer sa politique favorable à la Russie. Il était cependant plutôt impérialiste, persuadé du devoir pour les Anglo-Saxons civilisés d'aider les nations les « moins avancées »,,,,.
Il semblerait que son travail, qui l'épuisait pourtant, au Northern Echo ne le satisfaisait pas tout à fait puisqu'il envoya des candidatures spontanées à divers autres journaux, comme le Newcastle Chronicle à qui il affirma dans son courrier qu'il en ferait croître la diffusion. Il fut aussi contacté par d'autres organes de presse. Il refusa ainsi un poste dans un journal de Cornouailles qui pourtant lui offrait 250 £ par an. Il affirmait que le Northumberland lui convenait et surtout, après chacun de ses voyages à Londres, il jurait qu'il ne pourrait jamais y travailler.

### Pall Mall Gazette

#### Rédacteur en chef adjoint

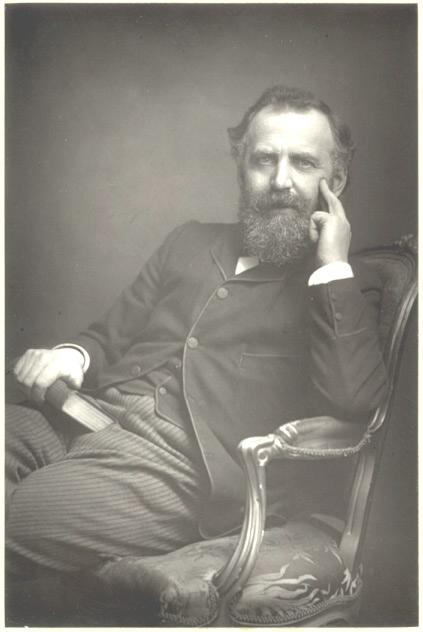
W. T. Stead en 1881 quand il prit la direction de la Pall Mall Gazette.

La Pall Mall Gazette, créée en 1865 proposait une combinaison alors assez inédite d'articles politiques, artistiques et sociaux (avec déjà des enquêtes de terrain). W. T. Stead y avait déjà contribué dans la section des « brèves » (Occasional Notes), inventée par le premier rédacteur en chef Frederick Greenwood. Le journal tirait aux environs de 9 000 exemplaires. Au début de l'année 1880, c'était encore un journal très conservateur et très éloigné des idées politiques de W. T. Stead. Cependant, juste après la victoire électorale de Gladstone, le propriétaire conservateur se désengagea du journal et le confia à son gendre, d'obédience libérale, Henry Yates Thompson. Celui-ci nomma John Morley rédacteur en chef, mais, une partie de l'équipe rédactionnelle était partie au changement de direction. À l'été 1880, Thompson se rendit à Darlington pour recruter W. T. Stead,.
Gladstone avait en effet reconnu que W. T. Stead avait joué un rôle non négligeable dans sa victoire électorale lors des élections de 1880, à la suite de la campagne électorale dite « Midlothian ». Il le recommanda à la Pall Mall Gazette qui était alors plus ou moins devenu l'organe officiel du parti libéral. W. T. Stead hésita d'abord : il détestait Londres ; Morley était ouvertement athée tandis que Stead était puritain. Les négociations durèrent tout l'été, et pas seulement à propos du salaire éventuel (700 £ la première année puis 1 000 £ la seconde plus des éditoriaux rémunérés à la pièce), mais surtout sur la future ligne éditoriale. Il accepta finalement de devenir rédacteur en chef adjoint, persuadé que John Morley serait souvent absent en raison de ses engagements politiques et qu'il aurait donc la direction réelle du journal, ce qui fut régulièrement le cas,,.
Les deux hommes avaient des divergences de vue : Morley préférait faire appel aux spécialistes des questions pour écrire les articles tandis que Stead voulait interpréter lui-même les faits ; Stead penchait vers le sensationnalisme et une écriture sèche, deux choses que détestait Morley ; politiquement, même si les deux étaient libéraux, Morley préférait les figures montantes Joseph Chamberlain et Arthur Balfour. Cependant, leur relation de travail fut harmonieuse, sachant l'un et l'autre faire des concessions : les excès dans l'expression des sentiments pro-russes de Stead ou de l'athéisme militant de Morley en furent ainsi atténués. Ils furent même amis proches jusqu'à la mort de Stead. En pratique, les deux hommes se partagèrent les rubriques : Morley se spécialisa en politique et W. T. Stead se chargea du reste.
Il était par ailleurs très clair entre eux que Morley était le patron. Stead avait déjà un certain nombre de projets, mais il garda pour lui les plus importants ou les plus radicaux. Il réussit cependant à faire évoluer le journal. Ainsi, il augmenta la taille d'une des rubriques qui devint une des caractéristiques de la Pall Mall Gazette : la revue de presse de journaux du matin (la PMG, comme il était parfois familièrement appelé, était un journal du soir) et des journaux de province. Il réussit aussi, malgré quelques frictions avec son rédacteur en chef, à rendre les brèves plus vivantes et attractives. Il suggéra dès 1881 l'inclusion d'intertitres afin d'alléger la lecture des articles les plus longs. L'exemple de la PMG s'imposa ensuite lentement dans le reste de la presse, alors même que les journaux du matin, tel le Times publiaient des articles beaucoup plus longs. Il en fut de même pour les illustrations (au-delà des simples cartes, déjà répandues) : si elles existaient dans certains hebdomadaires dont c'était l'objet principal (Illustrated London News par exemple), la presse quotidienne n'y avait que rarement recours. Elles devinrent une habitude grâce à W. T. Stead et la Pall Mall Gazette,.

#### Rédacteur en chef

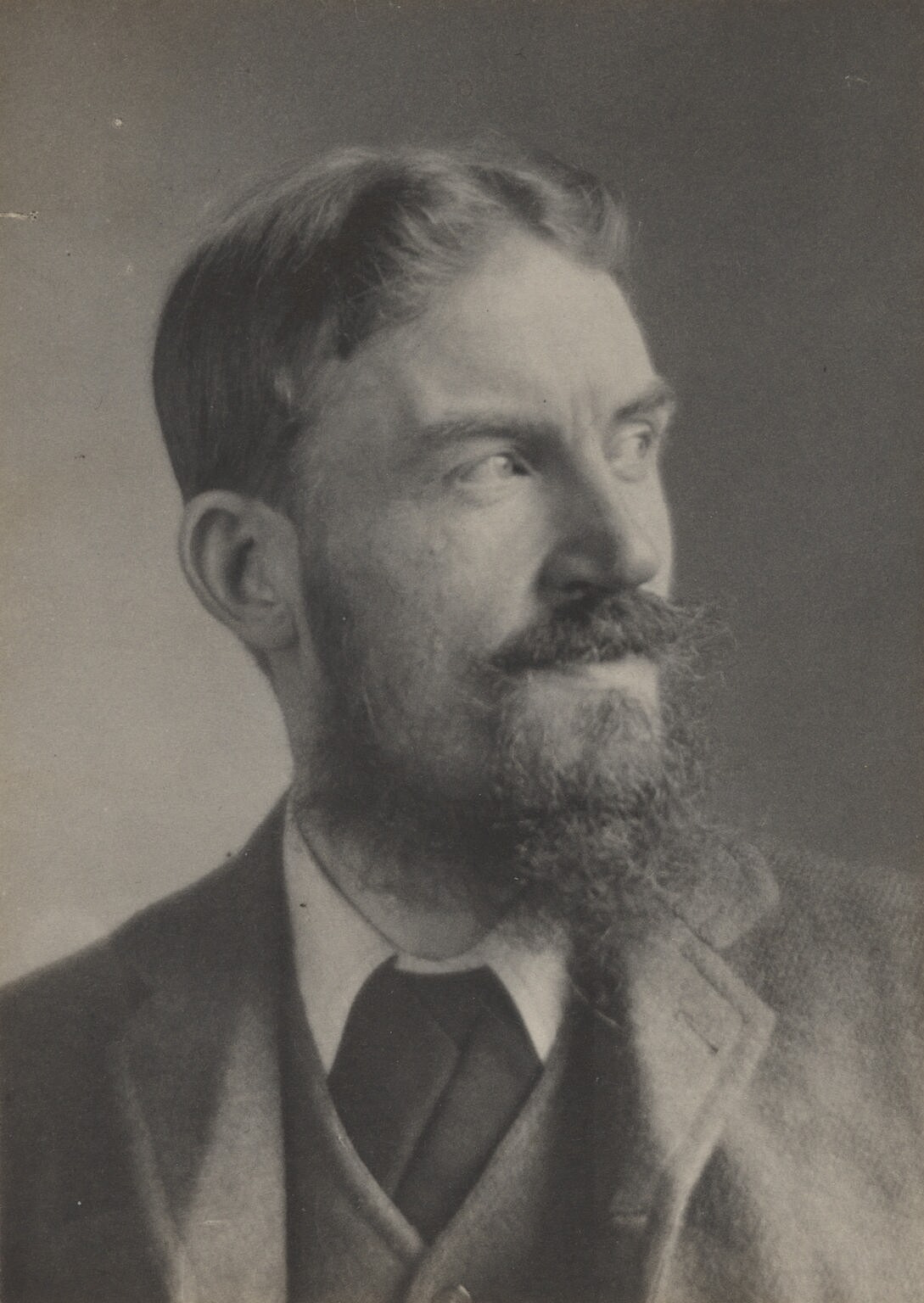
George Bernard Shaw, important critique dramatique à la Pall Mall Gazette.

Lorsque John Morley fut élu aux Communes, W. T. Stead lui succéda en août 1883 en tant que rédacteur en chef, assisté principalement de Alfred Milner et Edward Tyas Cook,. Il s'empara littéralement de la Pall Mall Gazette, contrôlant tout et écrivant chaque jour une part importante de son contenu (article en une, un article ou une interview en page intérieure, une demi-douzaine de brèves et une colonne d'« information exclusive »). La relation entretenue avec son adjoint Milner fut du même type que celle qu'il avait eue avec Morley : Stead était le patron mais laissait une grande liberté éditoriale et intellectuelle à Milner tandis qu'une amitié se nouait au niveau personnel. W. T. Stead utilisait ses différences avec Milner de façon dialectique, afin de faire progresser sa réflexion. Les deux hommes se retrouvaient surtout sur leur engagement en faveur du destin impérial de l'Angleterre. W. T. Stead attira au journal le journaliste Henry Norman ou le dessinateur satirique Francis Carruthers Gould mais aussi des plumes telles que William Archer, George Bernard Shaw, George Meredith ou Oscar Wilde qui développèrent les critiques littéraires et théâtrales, au point d'en faire des références ; il ouvrit les colonnes à des personnalités du monde littéraire, scientifique, moral ou politique : Matthew Arnold, Walter Besant, Henry Fawcett, Octavia Hill, Reginald Brett, Grant Allen, Charles Bradlaugh, le comte de Shaftesbury mais aussi Madame Novikoff,. Il décida de faire du journal le porte-voix des pauvres et la mauvaise conscience des riches. Il le transforma radicalement, en introduisant diverses innovations, qui influencèrent le reste de la presse. Il apporta la pratique des gros titres, des articles sensationnels à la une, des interviews exclusives (comme celles d'Émile Zola en 1884, du Président du conseil français Charles Floquet, du tsar Alexandre III ou de Léon Tolstoï en 1888), des scoops ou des critiques littéraires et dramatiques tranchées, le tout signé par l'auteur, pratique elle aussi nouvelle. Il multiplia les éditions spéciales et les engagements politiques et sociaux tranchés. Toutes ces évolutions paraissaient, aux yeux de leurs détracteurs, comme une « américanisation » du journal dont W. T. Stead était rendu responsable,,,. Il fit de la Pall Mall Gazette un journal réputé et influent dans le monde politique,. De même, malgré le tirage relativement modeste du journal, Stead devint l'un des journalistes les plus célèbres du pays.
Du temps de W. T. Stead, la Pall Mall Gazette se vendait à un peu plus de 10 000 exemplaires, au prix de un penny. Son format était plus petit que celui de ses concurrents (36 cm sur 25 cm quand l’Evening Standard était à 67 cm sur 44 cm). Le journal avait en moyenne seize pages, les quatre dernières consacrées à la publicité. Stead instaura la pratique de deux articles, aux sujets différents en une : l'un sur une colonne et demi, l'autre qui se poursuivait en deuxième page et qui devait être impérativement signé. Cette deuxième page accueillait aussi le courrier des lecteurs et parfois une partie des brèves si elles débordaient de la page trois. Les pages quatre et cinq étaient réservées aux critiques littéraires et théâtrales, ainsi qu'aux informations boursières et pouvaient accueillir un peu de publicité. Elles étaient aussi le lieu de l'article dit « du milieu » : un article hors actualité mais évoquant un sujet de société. Les pages six et sept assuraient le suivi des nouvelles des jours précédents quand les quatre pages suivantes développaient les nouvelles les plus récentes. On y trouvait aussi les prévisions météorologiques et les prix des produits sur les marchés. Les nouvelles nationales (et surtout londoniennes) étaient proportionnellement plus présentes que les nouvelles internationales (les statistiques des premières semaines de rédacteur en chef de W. T. Stead donnent 37 colonnes nationales contre 33 colonnes internationales en moyenne par numéro). Les nouvelles sportives, hormis le résultat de « The Boat Race » Oxford-Cambridge, étaient peu présentes contrairement au reste de la presse. Elles reprirent de l'importance après le départ de Stead.

#### Un journalisme de «croisade»
W. T. Stead se servit de sa fonction pour mener de grandes campagnes pour les sujets qui lui tenaient à cœur, de la politique étrangère à la prostitution. Elles constituent le principal élément de ce qui finit ensuite par être appelé le « new journalism » dont W. T. Stead est considéré comme le créateur. Annie Besant le qualifiait de « journaliste chevaleresque ». Sa première « croisade » via la PMG suivit de quelques jours son accession à la rédaction en chef. À la fin de l'été et au début de l'automne 1883, il partit d'un fait divers (un père avait tué son fils dans le quartier populaire de Croydon) pour dénoncer les taudis et les marchands de sommeil,. Au cours de ses campagnes suivantes, il publia le pamphlet d'Andrew Mearns The Bitter Cry of Outcast London sur les conditions de logement des classes populaires de Londres ; il milita pour l'envoi de Charles Gordon au Soudan afin de sauver Khartoum ; ses révélations sur l'état de la Royal Navy en 1884 permirent sa modernisation ; il exigea la résolution pacifique de l'incident du Panjdeh entre la Russie et le Royaume-Uni en 1885,,,,.

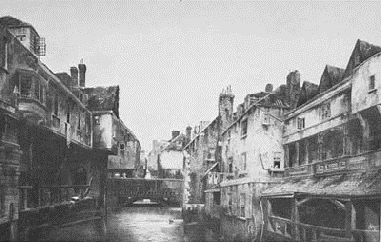
Jacob's Island, un des quartiers de taudis les plus connus de Londres.

##### Campagne contre les taudis londoniens
La campagne autour du Bitter Cry of Outcast London, qui commença le 6 octobre 1883, prenait le relais de sa dénonciation des taudis à la suite du fait divers de Croydon. Son déroulement servit de modèle à toutes les « croisades » ultérieures. Le 16 octobre, en une, W. T. Stead dénonçait, à nouveau, les taudis, en pointant la saleté, la brutalité et l'immoralité qui y régnaient. Il en rendait responsable les propriétaires pour leurs loyers exorbitants, mais stigmatisait également l'indifférence des Églises et des hommes politiques, intellectuels et philanthropes face au phénomène. En page intérieure, une version abrégée du pamphlet de Mearns The Bitter Cry of Outcast London était publiée. Dans les jours suivants, la Pall Mall Gazette publia de nouveaux articles sur le même thème, notamment une enquête de terrain menée par ses journalistes, et surtout relaya ce que les autres titres de presse publiaient sur le sujet (eux-mêmes se faisant souvent l'écho ce que la PMG écrivait) : le trajet circulaire de l'information donnait ainsi une résonance particulière à la controverse. Par ailleurs, une large part du journal était consacrée aux discours et débats suscités ainsi qu'au courrier des lecteurs. L'idée était de créer un débat de société sur la question, pas de résoudre le problème car peu de solutions viables ou pérennes étaient évoquées.
La Pall Mall Gazette de Stead se contentait de poser des questions mettant face à face la doctrine libérale du « Laissez-faire » et les besoins de la société, allant même jusqu'à demander si le socialisme n'avait pas des choses à proposer (le 29 octobre, W. T. Stead offrit même deux colonnes à Henry Hyndman de la Social Democratic Federation). Du 16 octobre au 7 novembre 1883, toutes les éditions évoquèrent ce thème du Bitter Cry ; des mentions régulières furent faites jusqu'au 4 décembre puis plus rien jusqu'à la rentrée parlementaire de janvier 1884 où la campagne reprit doucement mais continua régulièrement jusqu'à la création d'une commission d'enquête parlementaire fin février. Tout au long de la campagne et ensuite dans ses Mémoires, il semblerait cependant que W. T. Stead ait eu tendance à surestimer son rôle et son influence ainsi que ceux de son journal dans la mise en place de cette commission d'enquête puis dans le vote de la loi sur le logement populaire adoptée à l'été 1885. Malgré tout, cette première croisade montra ce que la presse ou « nouvelle presse » était capable de produire au cœur de l'opinion publique,.

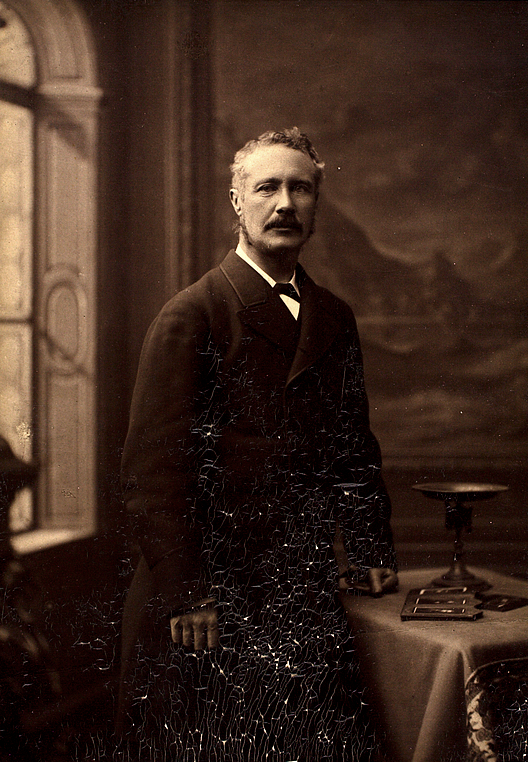
Charles Gordon.

##### Campagne pour le recours de Charles Gordon au Soudan
L'impact sur l'opinion publique fut encore plus évident avec la deuxième croisade entamée par W.T. Stead, alors même que celle du Bitter Cry n'était pas encore terminée. À partir de janvier 1884, la Pall Mall Gazette demanda de façon insistante l'envoi de Charles Gordon au Soudan dans le cadre de la guerre des Mahdistes. Les forces anglo-égyptiennes venaient juste de subir une cuisante défaite à El Obeid en novembre 1883. À ce moment-là, W. T. Stead préconisait encore, au contraire du reste de la presse, le retrait britannique de la région. Il changea d'avis dans un article du 7 janvier 1884 évoquant la nécessité de défendre l'Égypte, pour des raisons impériales. Pour lui, comme pour d'autres, le général Gordon, héros de la guerre de Crimée puis de la seconde guerre de l'opium et qui avait été au service du khédive, était le chef de guerre idéal pour redresser la situation. Cependant, Gordon envisageait alors d'entrer au service de Léopold II au Congo. W. T. Stead réussit à obtenir une interview exclusive le 8 janvier. Les deux hommes, aux caractères assez proches, s'apprécièrent immédiatement. L'entretien consista en une longue discussion sur les situations géopolitiques au Congo et au Soudan, pour lesquelles Stead demandait son avis d'expert à Gordon. L'interview fut publiée le lendemain sur une page et demie tandis que la une annonçait le « plan de Gordon pour le Soudan ». Elle fut ensuite relayée dans le reste de la presse, surtout provinciale. Le 11, dans une brève, W. T. Stead annonçait incidemment le congé demandé par Gordon qui partait au Congo alors que le gouvernement allait laisser massacrer des troupes britanniques à Khartoum sans même solliciter l'avis de ce général qui avait déjà accompli tant de faits d'armes miraculeux. Immédiatement, but recherché par Stead, le reste de la presse s'en fit l'écho, suggérant au War Office de ne pas accorder son congé à Gordon. Le 15 janvier, sous la pression de l'opinion publique chauffée à blanc par la presse, le gouvernement se résolut à ordonner le départ de Gordon pour le Soudan, et cela malgré les réticences de l'état-major, des représentants britanniques sur place, du khédive et du premier ministre égyptien. La décision fut annoncée le 19 janvier par voie de presse. Le même soir, W.T. Stead suggérait en une qu'on laissât les mains libres à Gordon. Celui-ci n'accomplit cependant pas de miracle. Mi-mars 1884, il était encerclé dans Khartoum. Lorsqu'une nouvelle colonne de secours arriva le 28 janvier 1885, la ville était tombée deux jours plus tôt et Gordon avait été décapité. Lorsque la nouvelle atteignit Londres le 5 février, la Pall Mall Gazette titra sur deux colonnes à la une en lettres de 24 points (le plus gros titre de son histoire) : « TOO LATE » (« Trop tard ») : W. T. Stead blâmait le gouvernement de Gladstone pour avoir tardé à envoyer une colonne de secours. Cependant, le reste de la presse blâma Stead et la PMG pour leur campagne hystérique et jingoïste, dans laquelle elle n'avait pu s'empêcher de se laisser entraîner.
Cet épisode est considéré comme le premier de l'histoire britannique au cours duquel la presse réussit à influer aussi directement et aussi rapidement une décision gouvernementale. Les contemporains ne s'y trompèrent pas, ni au moment où Gordon partit, ni après sa fin dramatique. W. T. Stead le reconnaissait lui-même. En 1911, quand le débat sur cette affaire fut relancé, il écrivit un article dans sa Review of Reviews pour exposer son point de vue. Il reconnaissait avoir insisté pour l'envoi de Gordon : « I not only said so, but I was obeyed. » (« Non seulement je l'ai dit, mais j'ai été obéi. »).

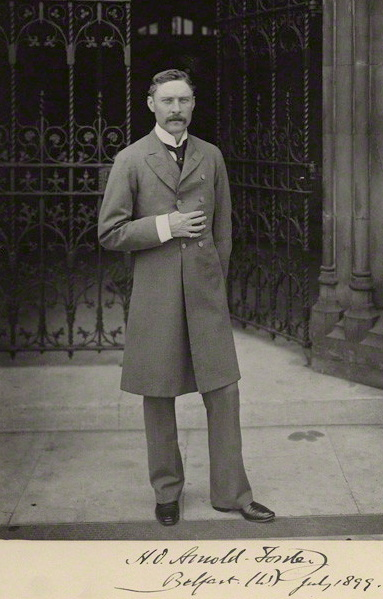
H. O. Arnold-Forster en 1899.

##### Campagne pour le budget de laNavy
Il eut le même sentiment de diriger la politique du Royaume-Uni par procuration avec ses croisades suivantes. En août 1884, H. O. Arnold-Forster, que Stead connaissait depuis l'enfance, évoqua auprès de lui ses préoccupations au sujet du financement insuffisant de la Royal Navy, en déclin selon lui face aux autres flottes européennes. Stead décida de s'engager pour maintenir les capacités navales de son pays. Le 15 septembre, le gros titre de la PMG était « What Is the Truth about the Navy » (« La vérité sur la Navy ») ; trois jours plus tard, les six premières pages étaient exclusivement consacrées à la question navale avec nombre d'informations alarmistes sur ce que ce déclin avait de concrètement inquiétant pour le Britannique moyen (menaces sur la protection du commerce et sur l'approvisionnement alimentaire du pays, importé aux deux-tiers) et pour la maîtrise britannique des mers et donc la présence de l'Empire tout autour du globe. Pendant trois mois, W. T. Stead maintint la controverse en première page, accordant parfois une colonne de réponse à ses contradicteurs. Très vite, le reste de la presse lui emboîta le pas, sur le même ton. Les principaux articles de Stead concernant la « Vérité sur la Navy » furent republiés sous forme de pamphlet. Ses partisans à l'Amirauté considéraient qu'il faisait plus qu'aucun Anglais n'avait fait pour la marine depuis Nelson. Lorsqu'en mars 1885, le budget naval accordé par le Parlement n'atteignit pas les promesses arrachées par Stead en décembre de l'année précédente, il relança la campagne « The Truth about the Navy Once More » (« La vérité sur la Navy encore »), dans le contexte de la crise afghane, insistant les jours suivants sur la question : « la Grande-Bretagne est-elle prête en cas de guerre ? » s'interrogeait-il. La campagne finit par porter ses fruits, et le gouvernement concéda à l'Amirauté une rallonge budgétaire de plus de cinq millions de livres. Le bilan de l'action de Stead sur ce point, dressé par les contemporains dans les années qui suivirent, est contrasté. Les arguments de Stead étaient parfois exagérés (comme une défaite navale possible face au Chili), mais la « frénésie » de constructions navales qui suivit permit au Royaume-Uni de disposer d'une importante flotte moderne au début de la Première Guerre mondiale, et pour certains d'éviter une invasion. Cette campagne semble paradoxale dans la biographie d'un homme considéré comme un ardent pacifiste. Il s'en expliqua auprès du comité Nobel norvégien en 1901 (lorsqu'il fut pressenti pour le prix Nobel de la paix) : il voulait en effet se débarrasser du soldat, mais le seul moyen était pour lui de le remplacer par le policier ; la puissance militaire (et surtout navale) britannique était pour lui ce policier chargé de protéger la paix et de répandre les valeurs de la civilisation européenne,.
Ce sentiment d'une supériorité « naturelle » britannique, voire simplement anglaise, se retrouvait dans les idées impériales de W. T. Stead. Il ne partageait cependant pas l'impérialisme de Disraeli mais était plutôt favorable aux idées de l'|Imperial Federation et donc de l'Imperial Federation League fondée en 1884 qui menèrent à terme à la création du Commonwealth of Nations. Stead utilisa sa PMG pour donner un écho à leur programme (extension outremer mais plus de droits et de responsabilités pour les colonies, union douanière impériale, Home Rule pour l'Irlande et même réformes du gouvernement local en Grande-Bretagne) durant les mois de janvier et février 1885. Cependant, le sujet ne passionna pas assez W. T. Stead pour qu'il ne l'abandonnât bien vite au profit de la crise afghane, plus spectaculaire.

##### Campagne pour la paix russo-britannique
Les impérialismes russe (qui poussait vers le sud-est) et britannique (qui poussait vers le nord-ouest depuis l'Inde) s'étaient rencontrés en Asie centrale. Le statu quo s'était maintenu jusqu'aux années 1870 où le Royaume-Uni décida de réagir à ce qui était considéré comme une influence russe grandissante : seconde guerre anglo-afghane (1878-1880) et mise sur le trône et sous contrôle (1881) d'Abdur Rahman Khan. Cependant, les négociations avec la Russie à propos du tracé des nouvelles frontières restaient au point mort (1882-1884). Fin 1884 - début 1885, des troupes des deux pays furent envoyées dans la zone la plus disputée, autour de l'oasis de Panjdeh. Le 21 février, la Pall Mall Gazette évoqua les « nouvelles inquiétantes » d'une avancée russe et d'un repli britannique. Cependant, le 24 février, Stead publia la version russe sous la forme d'un article de Madame Novikoff : il se serait simplement agi d'une réponse russe à une avancée maladroite de troupes afghanes au service du Royaume-Uni. Il accepta sans problème cette version et, pendant plusieurs semaines, privilégia l'interprétation russe de la situation, ce qui lui fut reproché. Il suggéra que toutes les troupes évacuent la région puis en appela à l'arbitrage (de Guillaume Ier). Il apparut ainsi comme le seul à avoir une attitude pacifiste quand tout le reste de la presse et de l'opinion publique poussaient, si ce n'était à la guerre, tout au moins à un discours d'autorité britannique appuyé sur une mobilisation de la réserve (le pays se remettait à peine du désastre de Khartoum et ne désirait pas perdre la face une nouvelle fois). Stead fut alors ouvertement qualifié par la presse la plus virulente d'agent « moscovite » contaminé par la « douteuse morale semi-asiatique » de la Russie (Daily Chronicle, 30 mars 1885). Le soir même (la Pall Mall Gazette était un journal du soir), il put répliquer qu'il n'était pas le seul à demander un arbitrage : quatre-vingts députés l'avaient fait, ainsi qu'une partie de la presse.
Cependant, le 9 avril, la nouvelle de l'attaque russe sur l'avant-poste afghan, qui avait fait plus de 500 morts, atteignit Londres. En l'annonçant, W. T. Stead suggéra de ne pas se laisser emporter avant de connaître le détail des faits car, selon lui, le moindre faux-pas pouvait signifier une guerre entre les deux grands empires. Une petite partie du reste de la presse (principalement en province) lui emboîta le pas le lendemain matin. Gladstone prononça ensuite un discours d'apaisement à la Chambre des communes permettant à Stead de rebondir : il était sûr que le gouvernement russe ne pouvait pas avoir donné l'ordre d'attaquer. Il proposait même une porte de sortie à la crise : blâmer les troupes afghanes qui par leur présence avaient menacé les troupes russes, les obligeant à une attaque préventive. Il répéta cette version qui s'avéra être celle des Russes les jours suivants. Il commença aussi à s'en prendre aux Églises dont le devoir chrétien était d'œuvrer pour la paix et donc adopter son point de vue. Ses éditoriaux suivants partirent du principe que la crise était résolue et il fut peu à peu suivi par le reste de la presse (hormis le Times qui continuait à écrire que la Russie désirait la guerre). Début mai, la Russie accepta le principe d'une enquête internationale et d'un arbitrage. Stead triomphait dans la Pall Mall Gazette : il avait été le seul à prédire l'évolution positive et avait eu raison d'être pacifiste tout au long de la crise. Le 6 mai, l'incident du Panjdeh quittait la première page de la PMG.

#### The Maiden Tribute of Modern Babylon

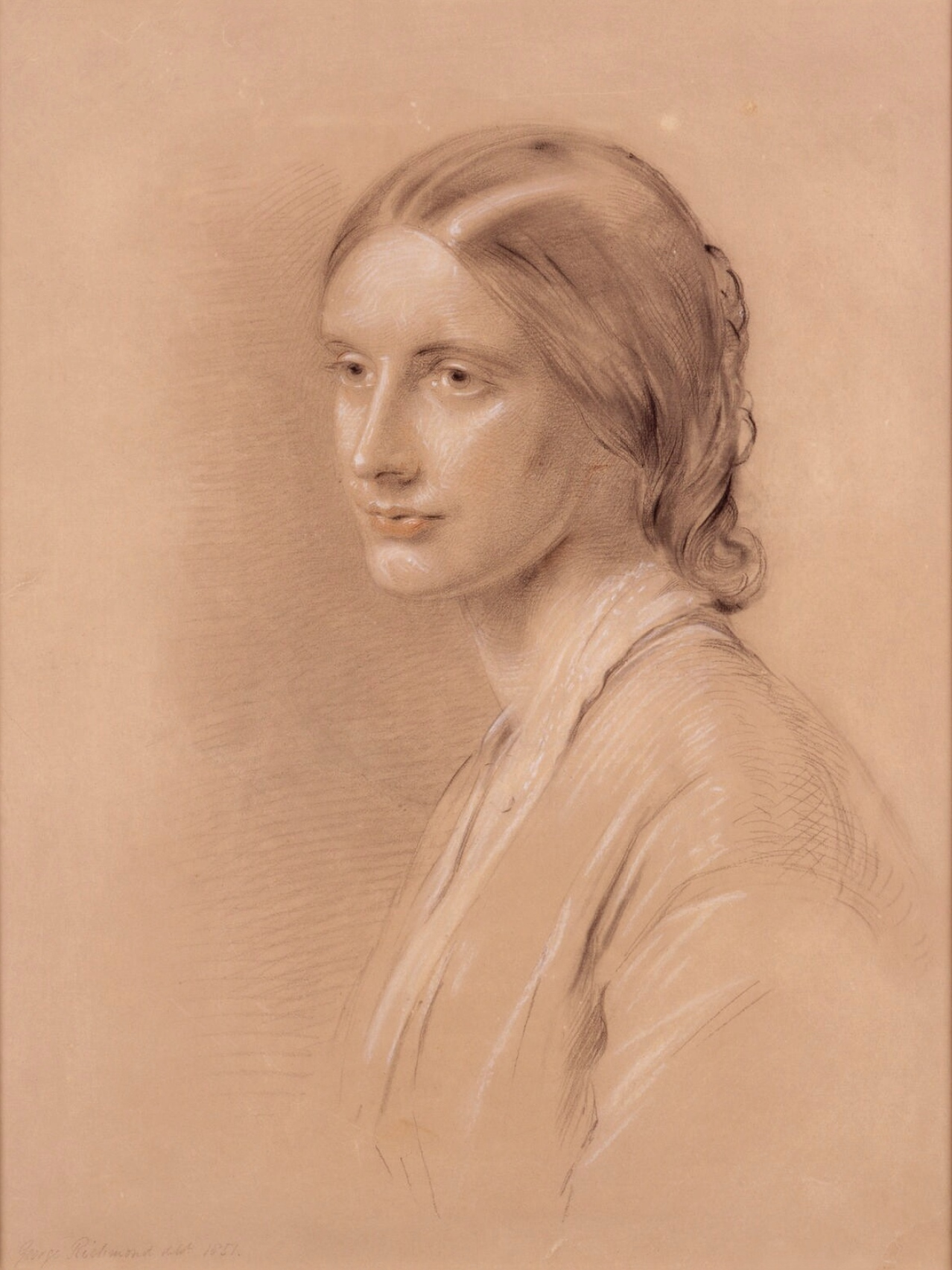
Josephine Butler.

Au printemps 1885, à la suite de la défaite électorale du gouvernement Gladstone, un certain nombre de projets législatifs aux Communes furent abandonnés. Celui qui devait améliorer la protection des petites filles et des jeunes femmes (en fait lutter contre leur prostitution) en faisait partie, malgré le consensus parmi les élus des deux bords quant à sa nécessité, son adoption par la Chambre des lords (dont émanait la proposition de loi) et le soutien des diverses Églises du pays. Les plus ardents partisans de la loi, comme Josephine Butler, se tournèrent alors vers W. T. Stead pour lui demander de lancer une campagne de presse. Ils voulaient aussi obtenir une loi plus stricte. En effet, la proposition telle qu'elle était formulée initialement s'attaquait surtout à la traite des Blanches (mais pas aux enlèvements à but de prostitution au sein même du Royaume-Uni) et à la « corruption » des mineures, mais elle fixait l'âge de consentement sexuel à treize ans et refusait à une petite fille de moins de huit ans le droit de témoigner contre son agresseur. W. T. Stead était convaincu qu'il fallait frapper les esprits, car, le sujet était tabou dans la presse, et l'absence de publicité contribuait à perpétuer le problème,.
W. T. Stead entreprit une enquête dans les bas-fonds de Londres. Du 6 au 12 juillet, dans une série d'articles intitulée « The Maiden Tribute of Modern Babylon, (Le Sacrifice des vierges dans la moderne Babylone) », il présenta le résultat de ses investigations, avec nombre de détails sordides. Dès sa première tentative, le 3 juin 1885, il avait obtenu d'une femme alcoolique réduite à la misère qu'elle lui vendît la virginité de sa fille de treize ans, Eliza Armstrong, pour 5 £. Il l'avait ensuite conduite dans une maison-close où il avait fait constater qu'elle était encore vierge. Puis, il l'avait confiée à une volontaire de l'Armée du Salut. Il publia aussi en parallèle le rapport parlementaire (secret) consacré à ce sujet : Report of the Secret Commission of Enquiry into the Criminal Vice of London,,,,,.
Au cours de sa campagne, comme à son habitude, Stead ne blâma pas la mère (réduite à cet expédient par sa pauvreté) ni même les proxénètes ou les patrons de maisons-closes, mais bel et bien les riches hommes dépravés violant les filles des pauvres, et pas seulement dans les bordels, mais aussi dans les usines et les ateliers. Pour lui, les élites et les Églises démontraient encore leur incapacité. Il considérait que seuls la démocratie et le socialisme, forces de l'avenir, sauraient, unies, mettre fin au sacrifice des jeunes filles sur l'autel des vices des riches. Cette croisade rencontra une forte opposition : George Cavendish-Bentinck attaqua sans relâche Stead à la Chambre des Communes ; WH Smith retira la Pall Mall Gazette de ses kiosques ; un avocat obtint que le journal ne fût plus vendu dans la City. En conséquence, la foule envahit plusieurs jours de suite, dans le cadre de quasi-émeutes nécessitant l'intervention de la police, les locaux de la PMG pour acheter le journal dont les rotatives ne s'arrêtaient de tourner que par manque de papier. De même, contrairement aux croisades précédentes, le Maiden Tribute ne fut pas (ou très peu) relayé dans le reste de la presse. Le 9 juillet, W. T. Stead remercia ses adversaires qui avaient fait plus pour sa cause que tous ses articles, dans un éditorial intitulé : « À mes amis mes ennemis ». Il insistait sur le fait, lettres de lecteurs à l'appui, qu'il avait l'opinion publique pour lui,,.

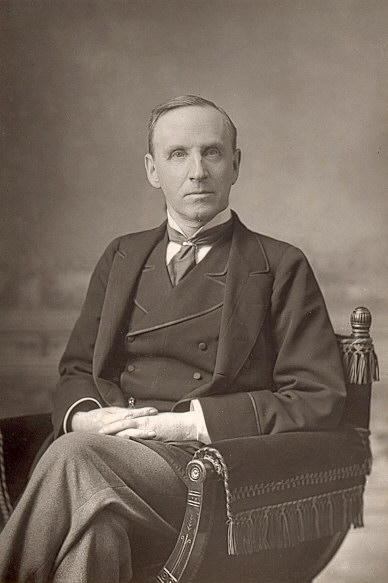
John Morley.

Dès le 10 juillet, une nouvelle commission d'enquête fut créée afin de vérifier ses révélations. Elle était constituée de l'archevêque de Cantorbéry, Edward White Benson, de l'évêque de Londres, Frederick Temple, du cardinal Manning, de John Morley et de Robert Reid. Le Lord Mayor, Robert Fowler était invité à participer, d'autant plus que la commission se réunit chez lui, à Mansion House,. Le rapport qu'elle rendit le 29 juillet fut publié dans son intégralité le lendemain dans la PMG, alors que les débats parlementaires commençaient. Durant ceux-ci, il devint clair que la campagne de W. T. Stead avait porté ses fruits : le journaliste fut à de très nombreuses reprises cité par les élus, qui soit s'en prirent à lui, soit reconnurent son rôle déterminant dans la réouverture des débats. Le journal publia ses comptes rendus parlementaires les plus développés de la période Stead, consacrant par exemple trois pages le 1er août au débat de la veille. Lors des discussions, un amendement fut proposé par Alexander Staveley Hill, un des adversaires les plus virulents de W. T. Stead. Il suggérait de faire de la publication et de la vente de tout objet destiné à inciter à la débauche, telle que la « littérature obscène distribuée récemment par un journal aux ventes en déclin » un délit passible d'amende et de prison. L'amendement fut rejeté par le gouvernement mais était symptomatique des passions suscitées par l'engagement de Stead. En effet, les conventions de la pudeur victorienne étaient très strictes. Toute allusion un peu trop claire au sexe était bannie : il existait des listes de livres à ne pas mettre entre toutes les mains (principalement celles des jeunes femmes) ou des éditions expurgées même des plus grands classiques de la littérature britannique (Shakespeare, Byron, mais aussi George Elliot ou Charlotte Brontë). Cette attitude n'avait rien d'hypocrite : elle correspondait à un mode de vie particulier qui cherchait tout autant à protéger la pureté des jeunes gens qu'à s'éviter de se retrouver dans une situation qui pourrait être embarrassante. L'émotion populaire qu'il avait créée permit donc l'adoption de la Criminal Law Amendment Act abandonnée par le Parlement quelques mois plus tôt, dans une version plus stricte, puisque l'âge de consentement sexuel fut relevé de 13 à 16 ans,,,,,.
W. T. Stead considéra cependant que le combat ne faisait que commencer. Le 11 août, son éditorial appelait à la poursuite de la croisade, avec la création dans chaque ville du pays d'un « comité de vigilance » pour veiller à l'application de la loi, mais aussi pour imposer une réforme morale vers plus de pureté. Il empruntait l'idée de comités de vigilance à l'archevêque de Cantorbéry qui les avait suggérés dans une lettre au Times la veille. Il souhaitait aussi maintenir la mobilisation populaire dans le cadre de grands rassemblements. Il envisageait ainsi une grande manifestation dans Hyde Park le samedi 22 août mais il n'avait jusque-là rencontré qu'un enthousiasme modéré : il n'arrivait pas à trouver d'orateurs à l'envergure suffisante pour non seulement attirer les foules, mais aussi prononcer des discours pouvant avoir un véritable écho. Cela ne l'empêcha pas d'annoncer qu'au moins 500 000 personnes seraient présentes. Le 22 août, la Pall Mall Gazette sortit une édition spéciale de seize pages et une autre le lundi 24. Le journal triomphait en annonçant son estimation propre de 100 000 à 250 000 personnes. Le journal considérait que ce rassemblement avait été le plus important depuis les manifestations au moment de la réforme électorale de 1867. Le reste de la presse évoqua « quelques milliers de badauds » (Standard), « pas plus de 15 000 » (Telegraph), d'autres de 40 000 à 100 000 personnes.

#### Procès et condamnation

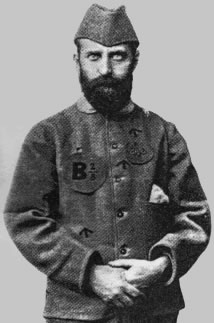
W. T. Stead dans son uniforme de prisonnier.

Cependant, au cours de son enquête, W. T. Stead avait enfreint la loi et commis diverses négligences. Les adversaires de la loi, ses ennemis politiques ainsi que les concurrents de la Pall Mall Gazette en profitèrent pour tenter de l'abattre définitivement. On pouvait considérer qu'il avait sollicité et payé une prostituée en vue d'une relation sexuelle. De plus, l'avoir emmenée pouvait être considéré comme un enlèvement. Enquêtant sous un déguisement, il ne s'était pas fait accompagner d'un officier de justice qui aurait constaté le but réel de sa démarche : dénoncer le crime en prouvant son existence et non commettre le crime en question. Il avait aussi omis de s'assurer de l'accord du père de la petite fille et surtout de demander un reçu écrit à la mère. Enfin, il s'était contenté du simple témoignage de Rebecca Jarrett, ancienne prostituée et volontaire de l'Armée du Salut, quant au fait que la mère connaissait le but de l'achat de sa fille. Or, celle-ci, dès le 11 juillet 1885, alors que la campagne de presse battait son plein, alla signaler la disparition de sa fille qu'elle croyait engagée en tant que bonne à Croydon mais dont elle ne trouvait plus trace. Le 13 juillet, la PMG se fit même l'écho de ce triste cas d'une mère ayant perdu sa fille car Stead ne connaissait pas le nom de famille de la petite fille qu'il avait achetée. Le 31 juillet, la mère d'Eliza Armstrong vint renouveler sa plainte et suggéra que sa « Lily » pourrait bien être la personne évoquée dans la presse. Deux journaux concurrents de la Pall Mall Gazette, la St. Jame's Gazette et le Lloyd's Weekly Newspaper menèrent leur enquête et conclurent que Lily (Eliza) Armstrong était bien la petite fille enlevée à ses parents par l'Armée du Salut et réclamèrent sa restitution. Le 11 août, Cavendish-Bentinck souleva la question, sans suite, au Parlement. Lors du meeting à Hyde Park, Stead fut interpellé par la foule au sujet d'Eliza. Il admit sa responsabilité dans la façon dont l'Armée du Salut avait sauvé une petite fille de parents alcooliques sujets au vice mais promit sa restitution. En effet, dès le lundi 23 août, Eliza fut rapatriée de France où elle avait été mise à l'abri et rendue à ses parents,,,,,.
Cependant, le 2 septembre, la justice britannique entama une procédure contre Rebecca Jarrett pour enlèvement et attouchements. Depuis la Suisse où il était en vacances, W. T. Stead vint à son secours en affirmant, via son journal, qu'il était le seul responsable de ce qui était arrivé à Eliza Armstrong. Contrairement à ce qui s'était passé les mois précédents où sa campagne de presse n'avait été que peu relayée, cette fois-ci, la presse s'empara de l'affaire et s'en prit directement à Stead. Le 7 septembre, celui-ci et un de ses collaborateurs, Sampson Jacques, Bramwell Booth et une autre volontaire de l'Armée du Salut, Mrs. Combe, ainsi que Louise Mourez qui avait examiné Eliza pour constater sa virginité, furent à leur tour mis en examen. Les audiences préliminaires se déroulèrent les 7, 8, 12, 14 et 28 septembre devant une salle comble (spectateurs et journalistes). Une foule, hostile aux accusés, les attendait aussi à l'extérieur. Le lundi 14 septembre, après que des œufs pourris ont été distribués dans cette foule, la police intervint pour assurer la sécurité des prévenus. Il fut décidé de les déférer devant une cour criminelle le mois suivant. Stead avait assuré sa défense dans le tribunal et dans les colonnes de son journal que W. H. Smith recommença à refuser de vendre, mais aussi au cours d'une grande tournée de conférences à travers l'Angleterre durant laquelle il poursuivit sa croisade morale.
Les cinq prévenus furent jugés en deux temps : du 23 octobre au 7 novembre pour l'enlèvement de l'enfant et le 10 novembre pour attouchements indécents, à l'Old Bailey où le ministère public était représenté par l’Attorney General, Sir Richard Webster, qui avait fait adopter la loi à la Chambre. L'accusation reconnut d'ailleurs d'entrée le résultat bénéfique du délit commis. Le procès eut un retentissement encore plus grand que la campagne de presse. Les journaux qui avaient jusque-là passé sous silence ce phénomène de la prostitution enfantine furent obligés de l'étaler au grand jour. Charles Russell assura la défense des prévenus, financée par une souscription publique de £6 000. Les membres de la commission d'enquête, mais aussi Arthur Balfour, furent cités comme témoin. Très vite, pour le premier procès, il ne fut plus question que d'avoir emmené une petite fille sans le consentement de ses parents. W. T. Stead, qui n'avait jamais nié quoi que ce fût, fut finalement reconnu coupable tout comme Rebecca Jarrett, mais la clémence fut demandée pour le verdict en raison de l'immense service rendu à la nation. Les poursuites contre Mrs Combe furent abandonnées tandis que le général Booth et Sampson Jacques étaient acquittés. Le jury ensuite se confondit en excuses auprès de la femme de W. T. Stead : l'application de la loi l'obligeait à la priver de son époux pendant la durée de sa peine, mais il le regrettait. Le 10 novembre 1885, pour le second procès, Louise Mourez fut reconnue coupable d'attouchements indécents, Stead, Sampson Jacques et Jarrett de complicité. Le verdict « coupable » rendu pour les deux procès, les peines furent définies par les juges : Mourez et Jarrett furent condamnées à six mois de prison, Sampson Jacques à un mois et Stead à trois mois de prison (en fait, la période du procès fut incluse et il passa deux mois et une semaine en prison),,,. Il fut immédiatement incarcéré à la prison de Coldbath Fields avant d'être transféré à la prison de Holloway,.

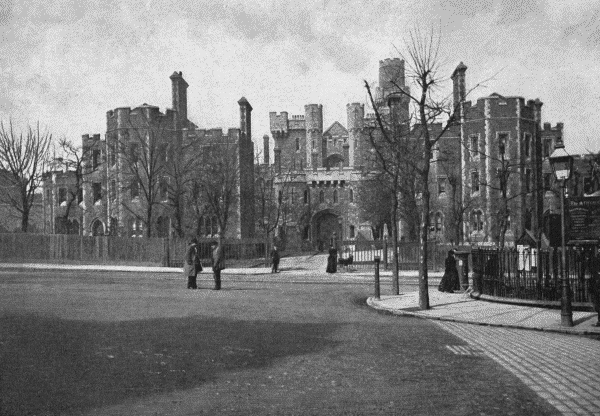
La prison de Holloway vers 1896.

Cette condamnation discrédita en partie la croisade de Stead. La presse qui lui était opposé ne tarda pas à insister sur le fait qu'Eliza Armstrong avait été enlevée, selon la justice, et non pas achetée comme le prétendait la Pall Mall Gazette. La condamnation de Stead pour la majorité de la presse londonienne lavait l'injure faite aux Britanniques, soupçonnés des pires turpitudes. Enfin, la véracité même des faits dénoncés dans la campagne était remise en cause. W. T. Stead était comparé à Don Quichotte, chevalier errant cherchant à réparer tous les torts du monde, réels ou imaginaires. On lui rappelait que le journalisme devait rapporter les faits de façon objective et non se lancer dans une mission d'évangélisation. Or, Stead, avec son New Journalism mélangeait les genres. Certains journaux londoniens et nationaux (Globe, St. Jame's Gazette, Scotsman, etc.) réitéraient leurs suggestions que Stead avait agi sous l'effet de l'alcool ou par appât du gain.
D'un autre côté, dès l'annonce de sa condamnation, de très nombreux télégrammes et pétitions de protestation furent envoyés à la reine, au 10 Downing Street et aux divers ministères. Ernest Wilberforce, alors évêque de Newcastle fit un prêche très remarqué en sa faveur en décembre. W. T. Stead reçut de nombreux témoignages de soutien dans sa prison, du cardinal Manning par exemple. Tous les ans ensuite, à l'anniversaire de son incarcération, il ressortait son uniforme de détenu qu'il arborait comme sa plus belle décoration. Il déclarait même que s'il avait été acquitté, il aurait manqué une des expériences les plus enrichissantes de sa vie,,,,,.

#### Campagnes suivantes
À la fin de l'année 1886, W. T. Stead reprit ses campagnes morales et politiques avec la couverture détaillée du divorce des époux Campbell. Il y voyait en partie la suite du « Maiden Tribute » ainsi qu'une dénonciation du double standard moral de la société victorienne. Le procès, et la presse dont la Pall Mall Gazette, évoquait en détail les divers griefs (adultères, maladie vénérienne). À nouveau, les accusations d'obscénité à but commercial circulèrent. La controverse se poursuivit au début de 1887, bien après le verdict du procès Campbell. À nouveau, des demandes de limitations de la liberté de la presse furent faites au nom de la protection de la jeunesse. W. T. Stead s'y opposa de façon très virulente dans les colonnes de son journal, refusant le secret ou la censure partielle au nom justement du redressement moral de la nation. Il ajoutait que les cas qu'on voulait surtout étouffer non seulement concernaient la « bonne » société mais étaient aussi des cas où la victime était une femme, et donc considérés comme « moins graves ». Un débat parlementaire eut lieu en avril 1887. Il resta sans suite afin d'éviter toute accusation de musellement de la presse au prétexte de respect de la décence,.
Son intérêt à partir d'avril 1887 pour l'affaire Langworthy et pour les droits de cette jeune femme fut assez proche de sa vision du « Maiden Tribute » ou du divorce Campbell : dénonciation de l'immoralité des hommes puissants et du double standard. Le millionnaire Edward Langworthy avait séduit Mildred Long, l'avait épousée au cours d'une fausse cérémonie de mariage (dont bien sûr elle n'était pas prévenue), lui avait fait un enfant puis l'avait abandonnée puisqu'il n'avait aucune obligation légale envers elle. Les articles de la Pall Mall Gazette (vingt-cinq en tout sur plusieurs pages du 18 avril au 11 mai) donnaient les détails les plus horribles de la cruauté de Langworthy et insistaient sur le fait qu'il était protégé par une conspiration des riches et des puissants. Un comité fut formé par le journal pour réunir des fonds afin de permettre à Mrs Langworthy de poursuivre en justice son « époux », réfugié en Argentine. Grâce au fonds d'aide qui avait récolté £1 680 et peut-être grâce à la croisade de Stead, Mrs Langworthy obtint en juillet £1 700 de pension alimentaire par an ainsi que £20 000 de dommages et intérêts. Stead triompha dans son éditorial du 11 août, insistant sur le fait que dans ce genre d'affaires, la dénonciation publique du coupable était la seule solution. Cette affaire somme toute mineure fut considérée par nombre de proches de Stead (Wilberforce, Wemyss Reid, etc.) comme l'une de ses plus grandes victoires. Elle fut très proche de l'une de ses plus grandes humiliations, l'affaire Lipski.

### Bloody SundayetThe Link

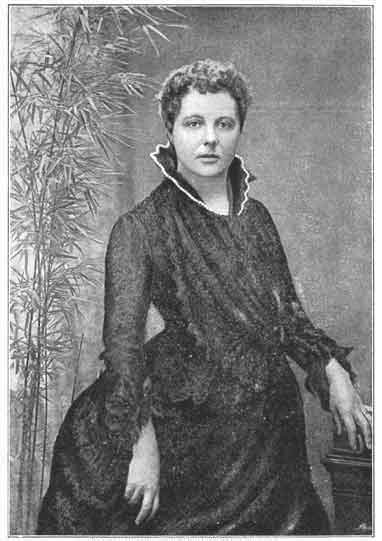
Annie Besant en 1885.

L'agitation sociale se faisait de plus en plus forte au Royaume-Uni en 1887, aussi bien à propos de la condition ouvrière que sur la question irlandaise. À partir du mois de janvier 1887, W.T. Stead publia une série d'articles intitulée « Que faudrait-il faire en Irlande? ». Il y précisait que son séjour en prison lui avait fait comprendre ce que pouvaient ressentir les Irlandais. La solution qu'il proposait était le Home Rule dans un cadre impérial plus large,.
Des meetings quotidiens défendant la liberté de parole et réclamant une amélioration de la condition ouvrière se déroulaient sur Trafalgar Square, lieu de manifestation populaire symbolique car à la frontière sociale entre l’East End et le West End de Londres. La Pall Mall Gazette de W. T. Stead se faisait régulièrement l'écho de ces meetings ainsi que de ce que le journal qualifiait de « violences policières ». L'affluence finit par bloquer une grande partie de la place. Le 8 novembre, celle-ci fut interdite au public par le chef de la police de Londres, Charles Warren. La réaction de Stead s'étala en une et qualifiait Warren d'usurpateur puisqu'un policier s'était emparé d'un pouvoir n'appartenant qu'aux Communes. Par ailleurs, les dirigeants socialistes et radicaux avaient appelé à un grand rassemblement pour le dimanche suivant, principalement pour protester contre les conditions d'incarcération de William O'Brien ainsi que contre l'exécution des anarchistes accusés du massacre de Haymarket Square à Chicago. Stead, dans ses colonnes appela à une participation massive, pour relever le défi lancé par Warren,,. Lui-même y fut présent,.
Le dimanche 13 novembre 1887, plusieurs cortèges se dirigèrent vers Trafalgar Square depuis diverses directions. Sur Shaftesbury Avenue, la police chargea en distribuant des coups de matraques. Sur Trafalgar Square, les manifestants étaient encerclés par les forces de police. La dispersion violente de ce rassemblement pacifique par la police montée est depuis connue sous le nom de « Bloody Sunday ». Elle fit deux morts et cent-cinquante blessés. Il y eut aussi trois-cents arrestations,,.
À la suite du « Bloody Sunday », W. T. Stead dénonça les atteintes gouvernementales aux libertés. Dès le 14 novembre, dans sa PMG, il consacra les neuf premières pages à l'événement. Sa campagne continua jusque durant 1888. Il continuait à appeler les ouvriers à défier les interdictions qui leur étaient faites d'user de leur liberté de parole. Les principaux articles furent réunis dans un pamphlet dont la vente servit au fonds d'aide aux victimes du « Bloody Sunday ». Il fonda le 18 novembre la Law and Liberty League (LLL) qu'il avait appelée de ses vœux dans un article du 10 novembre, avec Annie Besant, Henry Hyndman, William Morris, John Burns, Stewart Headlam, Charles Bradlaugh, mais aussi Richard Pankhurst ou Jacob Bright. Le premier but était d'aider à se défendre en justice les personnes arrêtées lors du Bloody Sunday. L'argument principal était qu'ils ne faisaient ce jour-là qu'exercer leur droit à la liberté de pensée et d'expression. La LLL organisa aussi les funérailles des deux morts du « Bloody Sunday ». Celles d'Alfred Linnell, le 19 décembre, réunirent une foule immense, entre autres grâce à l'appel de la PMG. W. T. Stead et Annie Besant fondèrent ensuite le journal The Link, organe de la LLL,,,.
Cette dernière assuma la rédaction en chef (en plus de celle de son magazine Our Corner) tandis que W. T. Stead se contentait de rester en arrière-plan. L'association de ces deux corédacteurs peut paraître étrange, tant ils étaient différents. Annie Besant était alors une athée « agressive et sans compromis » quand pour Stead « être un Christ » était le premier des commandements. Leur but, avec ce journal à un demi penny, était de « se faire l'avocat et le champion des déshérités », d'œuvrer pour le « Salut temporel du monde » dans le cadre d'une « nouvelle Église au service de l'Homme », proche de la « religion de l'Humanité » d'Auguste Comte dont s'inspirait alors Annie Besant. Ils reconnaissaient cependant que le but était loin d'être atteint,. Le journal avait des rubriques régulières comme « The People's Pillory » (« Mis au pilori par le Peuple ») où le gouvernement, et surtout le Home Secretary, jugé responsable du Bloody Sunday, mais aussi les grands patrons, étaient en permanence remis en cause ; « The Lion's Mouth », inspirée de la bouche du lion de Saint-Marc qui permettait du temps de la république de Venise de faire des dénonciations anonymes au conseil des Dix ; à l'inverse le « Honour Roll » (« Tableau d'honneur ») évoquait les personnalités dont l'action méritait les honneurs. W. T. Stead et Annie Besant organisèrent aussi localement des « cercles de vigilance », liés à la LLL, afin de surveiller les policiers et les propriétaires et de protéger les pauvres et la liberté d'expression. Les « cercles de vigilance » regroupaient douze personnes commandées par un « capitaine ». Celui-ci représentait son « cercle » au « centre de vigilance » qui réunissait vingt « cercles », soit 240 personnes. Ces « cercles » furent très vite mal considérés en raison de leur aspect inquisitorial. Ils amenèrent plus ou moins l'échec de la Law and Liberty League, mais le journal The Link poursuivit et son existence et son combat,,.

### Difficultés à laPall Mall Gazetteet critiques

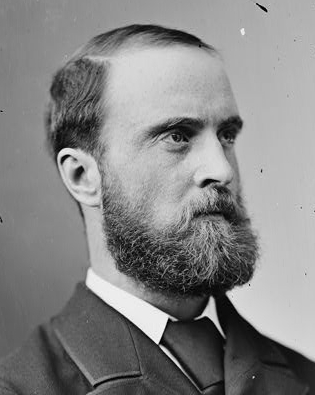
Charles Stewart Parnell.

Cependant, W. T. Stead finit par froisser de plus en plus de personnalités influentes, jusqu'à son premier soutien Gladstone. Sa campagne incessante contre Joseph Chamberlain ne semblait avoir d'autre fondement qu'une vendetta personnelle. Il détruisit la carrière politique de Charles Dilke, alors que son soutien à Florence Maybrick ou Elizabeth Cass fut considéré comme excessif. Il cacha d'un autre côté la liaison entre Charles Stewart Parnell (qu'il soutint lors de l'épisode des « faux Piggott ») et Katharine O'Shea afin de ne pas nuire à la cause du Home Rule,.
W. T. Stead fut ouvertement blâmé pour la fin tragique de Gordon à Khartoum, d'abord dans les jours qui suivirent, puis régulièrement au fil des ans. Thomas Wemyss Reid, dans ses Mémoires en 1905 considère que Stead s'était conduit en manipulateur arrogant : lui-même journaliste en 1885, il écrit que l'épisode l'avait guéri en ce qui le concernait de ses idées de gouvernement par la presse en voyant les conséquences désastreuses de la tentative d'un journaliste, pourtant brillant comme Stead, de contrôler la politique étrangère d'un pays. En 1908, Lord Cromer, qui était au moment des événements le Contrôleur-Général en Égypte, et qui donc avait reçu une bonne partie des critiques, rappela qu'il avait été contre l'envoi de Gordon mais n'avait pu se faire entendre dans la clameur de la presse, principalement Stead et la PMG, qui faisait de Gordon un quasi-demi-dieu. En 1911, Wilfrid Scawen Blunt dans son Gordon at Khartoum, écrit que la campagne de presse de W. T. Stead avait joué en faveur des faucons du gouvernement et qu'en fait, c'était Stead lui-même qui avait été manipulé par les faucons qui cherchaient à imposer leur point de vue et, dans ce but, n'avaient cessé de lui fournir des informations privilégiées mais partielles servant leur objectif. C'est ainsi qu'il expliquait le soudain changement d'avis du rédacteur en chef de la Pall Mall Gazette favorable d'abord à l'évacuation, puis trois mois plus tard à l'intervention. W. T. Stead, dans sa Review of Reviews démentit cette interprétation, ainsi que toutes les personnes qui auraient été ses contacts au War Office.
La campagne du « Maiden Tribute » donna aussi lieu à de nombreuses critiques. Il fut reproché à W. T. Stead et à la Pall Mall Gazette non seulement d'avoir « mentionné ce qui ne devait pas être mentionné » mais en plus de l'avoir crié dans la rue. Ainsi, dans un journal grand public, il avait exposé les femmes, les jeunes filles et les jeunes gens à une dépravation dont ils auraient dû être protégés, à un moment où dans la presse, il n'était pas question d'utiliser un mot tel que « prostitution » (il semblerait que la limite fixée par Stead à la PMG était l'emploi de « syphilis »). Même si la cause était pour tous juste sans le moindre doute, la fin ne justifiait pas les moyens. Ainsi, à la Chambre des Communes, les élus qui attaquaient le journal et son rédacteur en chef le faisaient aussi en prenant bien soin de préciser qu'ils ne le lisaient pas mais que le passage incriminé qu'ils citaient leur avaient été montrés par une connaissance. Le 17 juillet 1885, le Standard suggérait que la croisade de Stead n'était pas si désintéressée et qu'elle avait eu aussi pour but d'accroître ses ventes et donc ses rentrées publicitaires. W. T. Stead se défendit en précisant que les bénéfices (et ceux de la vente des articles de la campagne réunis en pamphlets) étaient reversés à un fonds d'aide à la lutte contre le phénomène. Il insistait aussi que les envahissements de ses bureaux pour s'arracher les exemplaires interdits avaient causé des dégâts. Son principal argument de défense fut que les journaux londoniens dont le seul but était de faire de l'argent ne s'étaient pas emparés du scandale, preuve que la perspective de bénéfices n'était pas si forte. Les mêmes arguments concernant un but uniquement financier à cette croisade furent repris lors des débats parlementaires sur la proposition de loi. Alexander Staveley Hill affirma ainsi que les propriétaires du journal avaient fait plus de £10 000 de bénéfice. Stead réaffirma que la campagne n'avait pas rapporté un seul penny et qu'elle n'avait pas accru significativement les ventes qui étaient selon lui en constante progression depuis au moins deux ans. En fait, il semblerait même que la PMG ait fini par perdre de l'argent, sur le long terme à cause de cette croisade, non pas au niveau des ventes, mais en ce qui concernait les recettes publicitaires. Enfin, il réitérait le fait que tous les faits évoqués étaient vrais et que leur publication était un acte de morale publique.
Le procès de Stead dans l'« affaire Eliza Armstrong » porta aussi préjudice à sa crédibilité. Si l'utilité de la croisade restait reconnue grâce à l'évolution législative, les bases de celle-ci furent pour certains remises en cause et par voie de conséquence, les campagnes d'opinion suivantes furent entachées de doute. De nombreuses personnalités (comme George Bernard Shaw) qui avaient pu être convaincues par les révélations de Stead et de la Pall Mall Gazette, se sentirent trahies quand le procès et les campagnes de la presse opposée à Stead suggérèrent que les preuves auraient pu être exagérées par les « témoins » pour des raisons de sensationnalisme voire purement et simplement fabriquées par ceux-ci afin de plaire au journaliste. Cette fabrication de ces preuves n'était pas reprochée à Stead. Mais, on considérait qu'il n'avait pas fait sérieusement son travail, en se laissant emporter par ses émotions qui l'auraient poussé à croire à ces preuves, sans les vérifier. Pour de nombreux journaux et observateurs, il n'était plus fiable.

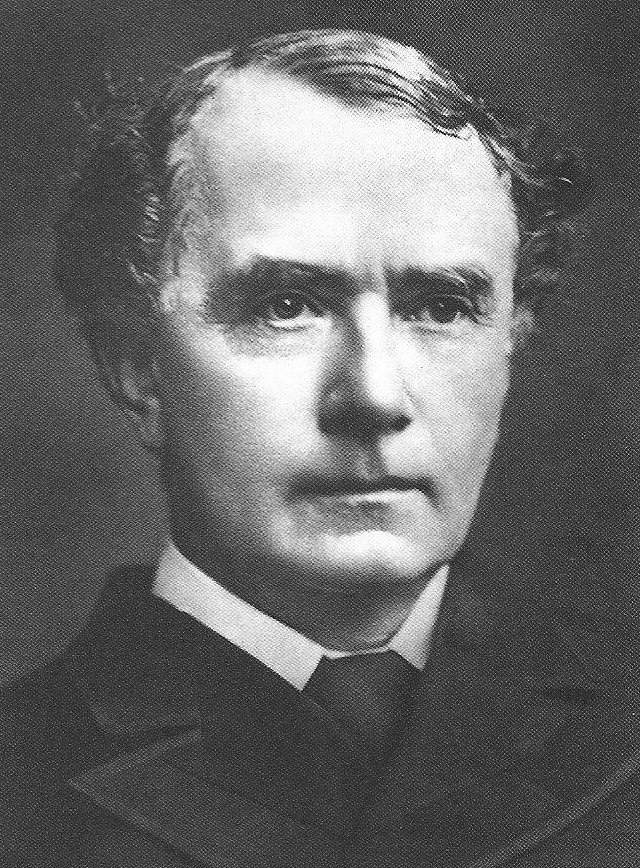
Henry Matthews vers 1890.

Il y eut même des cas où Stead se trompa complètement, comme dans l'affaire Lipski à l'été 1887. L'affaire du meurtre par empoisonnement de Miriam Angel par Israël Lipski n'avait pas fait la une des journaux, ni même de la Pall Mall Gazette, jusqu'au rejet de l'appel par le Home Secretary Henry Matthews de la condamnation à mort de Lipski le 3 août. Stead commença alors à évoquer les erreurs et contradictions dans le dossier et à comparer l'exécution prévue à un meurtre légal car il considérait que Lipski était innocent. Surtout, il en rendit responsable le Home Secretary, s'en prenant personnellement à lui en rappelant son attitude lors de l'affaire Elizabeth Cass. L'exécution fut repoussée d'une semaine, du 14 au 21 août. Cela permit à Stead de réaffirmer ce qu'il pensait du rôle essentiel des journaux. Il intitula sa revue de presse du 15 août : « Justice par journalisme » puisque le gouvernement avait cédé à la pression de la presse. La PMG reprit l'enquête et insista sur des preuves écartées. À la fin de la semaine de répit, Stead s'en prit à nouveau personnellement au ministre, l'accusant de vouloir à tout prix pendre Lipski car son amour propre avait été blessé. La veille de son exécution, Lipski rédigea des aveux complets et les réitéra au pied de l'échafaud. La PMG agit comme si de rien n'était. Le 22 août, une brève se contenta de dire : « Les aveux de Lipski lèvent tous les doutes : il a été justement jugé, justement condamné et justement exécuté. Il a été pendu et peu de condamnés méritaient leur sort autant que lui. » Stead, quant à lui, refusa de reconnaître ce qu'on lui reprocha : qu'il s'était comporté comme s'il avait été la Cour d'Appel Suprême ou qu'il avait tenté de discréditer un ministre. Il affirma au contraire que si le bon coupable avait été condamné, il l'avait été sur des mauvaises preuves, d'où sa campagne. Cependant, à nouveau, les accusations de faux dans la croisade du « Maiden Tribute » firent leur réapparition.
Les relations de W. T. Stead avec Henry Yates Thompson, le propriétaire de la Pall Mall Gazette, se dégradèrent. Dès le « Maiden Tribute », Thompson avait peu apprécié, malgré le succès de la croisade, la mauvaise image que son journal avait fini par acquérir. La perte de revenus publicitaires puis les échecs ou les doutes concernant les campagnes suivantes ajoutèrent à ses griefs. À nouveau, « Bloody Sunday » lui fit perdre des lecteurs et des annonceurs. Durant les premières années de Stead, le tirage de la Pall Mall Gazette avait augmenté de 50 % passant d'autour de 8 000 en 1882 à un peu plus de 12 000 en 1885. Cependant, les ventes avaient ensuite stagné. De plus, en janvier 1888, un journal du soir concurrent dirigé par T. P. O'Connor, The Star, fut créé. Plus à gauche, plus tourné vers la classe ouvrière, il fit rapidement de l'ombre à la PMG dont il reprenait les principaux traits caractéristiques : gros titres, intertitres, etc. Dès le mois d'avril, Stead se rendit compte que Thompson allait à terme se débarrasser de lui. Il effectuait alors un grand tour d'Europe (France, Allemagne, Russie) où il interviewait personnalités politiques et chefs d'État. À son retour à Londres, fin juin, il découvrit que ses envois avait été, de son point de vue, mal publiés, mal mis en valeur (alors qu'il n'avait rien spécifié). Il écrivit alors dans son journal intime qu'il était temps pour lui de partir. Il heurta de front ses adjoints, mais aussi Thompson, qu'il aurait insulté. Il exigea et obtint que ses articles et interviews paraissent à nouveau, dans de meilleures conditions. Si cela s'était déjà produit quelquefois, c'était assez exceptionnel pour faire réagir, plutôt négativement, le public. À l'automne 1888, Stead et Thompson trouvèrent un accord temporaire : son contrat fut reconduit, mais avec une diminution de salaire de 15 %. Il se fit aussi plus discret. Ainsi, durant toute l'affaire Jack l'Éventreur, ni Stead, ni la PMG ne furent à l'avant-garde des campagnes de presse aussi bien en ce qui concernait les révélations de détails sordides ou en ce qui concernait les critiques contre la police (alors que Stead avait fait de Warren et Matthews ses bêtes noires après « Bloody Sunday »).

### Review of Reviews

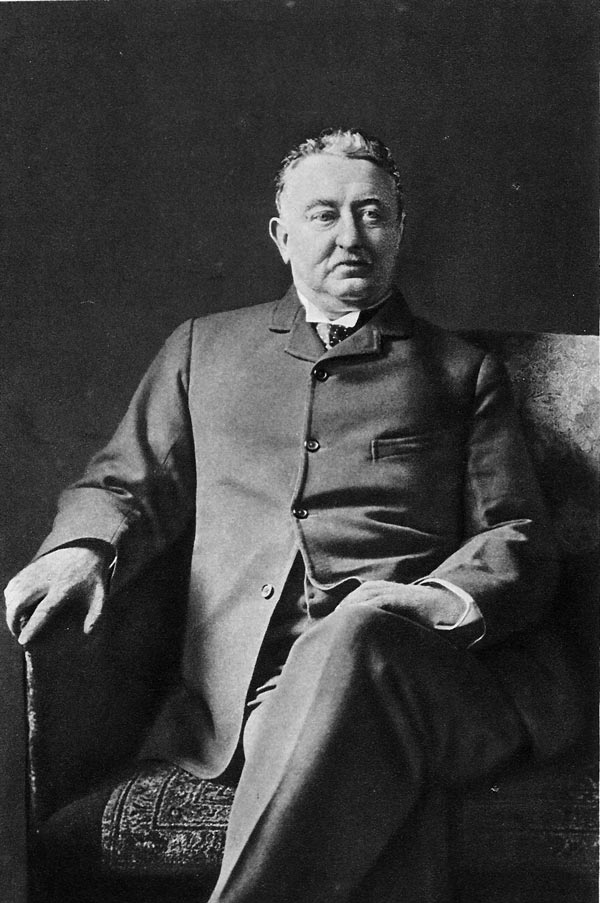
Cecil Rhodes.

Les relations de W. T. Stead avec Henry Yates Thompson, le propriétaire de la Pall Mall Gazette, s'étaient donc peu à peu dégradées. En avril 1889, il rencontra Cecil Rhodes qui cherchait alors un moyen de progresser en politique. Il avait lu les idées de Stead sur le gouvernement par le journalisme et était intéressé par l'idée. Il pensait s'acheter un journal mais avait renoncé en constatant que l'investissement de base s'élèverait à £250 000. Il proposa à Stead 20 000 £ comme dépôt de garantie d'un emprunt qui permettrait au journaliste d'acheter la Pall Mall Gazette. Ce dernier refusa car il envisageait plutôt une autre entreprise journalistique, plus large qu'un simple journal. Il imaginait une sorte d'université mondiale, avec ses enseignants, ses bourses, ses correspondants mais aussi ses missionnaires. Pour préparer cette entreprise, il voulait parcourir le monde, financé cette fois par Rhodes. Le projet ne se fit pas et Rhodes ne finança pas non plus la création du magazine de Stead,.
Début décembre 1889, George Newnes s'apprêtait à créer un mensuel qui résumerait l'actualité du mois, rééditerait les articles les plus intéressants de la presse, proposerait un long portrait d'une personnalité en vue (Character Sketch), le tout accompagné d'un véritable éditorial d'opinion et d'illustrations. Il proposa à W. T. Stead d'en devenir le rédacteur en chef. Stead informa Thompson qu'il envisageait d'accepter. Bien qu'il fût courant qu'une même personne assurât la direction éditoriale de plusieurs publications, Thompson répondit à Stead que les deux seraient incompatibles. Ce dernier quitta donc la Pall Mall Gazette le 1er janvier 1890. Le premier numéro de la Review of Reviews, un mensuel « non-partisan », parut le 15 janvier, vendu à 60 000 exemplaires. Le partenariat avec Newnes dura trois mois, à la fin desquels Stead lui racheta ses parts : il avait alors emprunté au total 20 000 £ pour financer la revue,. Il reçut ensuite l'aide financière de l'Armée du Salut (le général Booth lui prêta une somme non divulguée) puis de Cecil Rhodes. Le succès fut tel qu'il créa des éditions américaine (1891) et australienne (1892). Il y poursuivit ses campagnes pour l'amitié entre les peuples, le Home Rule ou la moralisation de la vie politique, au Royaume-Uni comme aux États-Unis. Il lutta contre la tentative de retour en politique de Charles Dilke, coupable non repenti d'adultère. Il s'attaqua aussi à Parnell, pour la même raison. Il soutint par contre les carrières politiques de Cecil Rhodes, de John Morley ou d'Alfred Milner. Dans sa lutte aux côtés de l'Armée du Salut, il aida le « général » William Booth à rédiger son autobiographie In Darkest England and the Way Out,. Il a souvent aussi écrit des articles favorables à la langue internationale espéranto dans les colonnes de cette revue.
Au début de 1891, le nombre d'abonnés à la Review of Reviews au Royaume-Uni atteignait les 100 000. Six mois gratuits étaient offerts aux missionnaires, aux navires de la Royal Navy ainsi que des lignes commerciales, en nombre suffisant pour les officiers, les marins et les passagers, aux postes de police et aux casernes et même aux gardiens de phare. W. T. Stead reprit aussi l'idée qu'il poursuivait depuis le « Maiden Tribute » et qui avait échoué avec The Link : la mise en place d'un réseau de citoyens œuvrant pour le bien de la communauté. Il utilisa cette fois la plate-forme de sa Review of Reviews. Il profita d'une tournée de conférences à travers le pays en 1891 pour mettre en place dans les villes où il passait des centres civiques plus ou moins à l'origine de ce qui existe de nos jours, les community centres, lieux de vie culturelle, associative, sociale et civique dans les quartiers des villes anglo-saxonnes.
W. T. Stead tenta une dernière fois l'aventure de la presse quotidienne en 1904, avec le Daily Paper. Le désastre fut complet et rapide.

### Éditeur des premiers livres de poche et de la collectionBooks for the Bairns
Fervent défenseur des plus pauvres et conscient de la chance qu'il avait eue de recevoir une bonne - bien que brève - éducation, W. T. Stead avait à cœur de rendre la culture accessible à tous. C'est ainsi qu'à la fin du XIXe siècle, en 1895, il se mit à imprimer de petites brochures, compilant en 64 pages, au lieu de plusieurs centaines, les œuvres phares de la littérature universelle. Parurent ainsi The Penny Poets (Poètes à un Penny), The Penny popular Novels (Romans populaires à un Penny) ou The Penny Prose classics (Classiques en prose à un Penny), qui firent de lui "le premier éditeur de livres de poche de l'époque victorienne".
Un an plus tard, il tenta d'élargir son lectorat, en s'adressant cette fois aux jeunes enfants, avec la collection Books for the Bairns Cette publication mensuelle réunissait contes de fées et œuvres de littérature enfantine. Les feuillets étaient richement illustrés de gravures - principalement réalisées par l'artiste irlandais Brinsley Le Fanu - dans le but de dire en image ce que les plus jeunes ne pouvaient pas encore lire. Autre nouveauté, l’éditeur londonien avait prévu d'insérer dans chaque numéro deux pages d'annonces publicitaires.
En partenariat avec la maison Larousse, W. T. Stead décida de faire traduire en français les titres les plus en vogue de la collection, sous l'appellation Livres Roses pour la Jeunesse. Entre 1909 et 1916, ce furent 719 parutions traduites majoritairement par Mademoiselle Latappy, mais rigoureusement identiques à leurs homologues anglaises, que les jeunes Suisses, Belges et Français purent découvrir pour quelques centimes le numéro.

## Spiritualité et spiritualisme
W. T. Stead avait une personnalité très tourmentée car il était très religieux. Puritain, il était malgré tout, d'après George Bernard Shaw, obsédé par le sexe qu'il associait étroitement au péché. Il fonda sa propre Église, la « New Church », pour laquelle il s'inspira d'Oliver Cromwell. En même temps, il était célèbre pour sa conversation, uniquement entre hommes, très « rabelaisienne ». À la fin des années 1880, il fut très impressionné par le catholicisme, moins par le Pape qu'il rencontra en 1889 ou le fonctionnement de l'Église que par la spiritualité sincère des gens du peuple lors de la représentation de la Passion à Oberammergau en 1890. Il écrivit alors que l'Église catholique avait fait pour la foi ce que le new journalism avait fait pour la presse : par le sensationnalisme, ils avaient essayé de toucher l'ensemble des masses populaires.
Dans les années 1890, il adhéra à la Society for Psychical Research. Il publia à partir de 1893 le magazine Borderland qui traitait de spiritualisme mais aussi de spiritualité et de sciences occultes en général. Il était aidé d'Ada Goorich Freer, une folkloriste, elle aussi membre de la Society for Psychical Research mais aussi médium et clairvoyante. L'intérêt de W. T. Stead pour le paranormal lui valut les moqueries de ses contemporains et sa réputation déjà entamée par ses autres engagements pas toujours populaires s'en trouva encore plus dégradée,,.

### Premières expériences

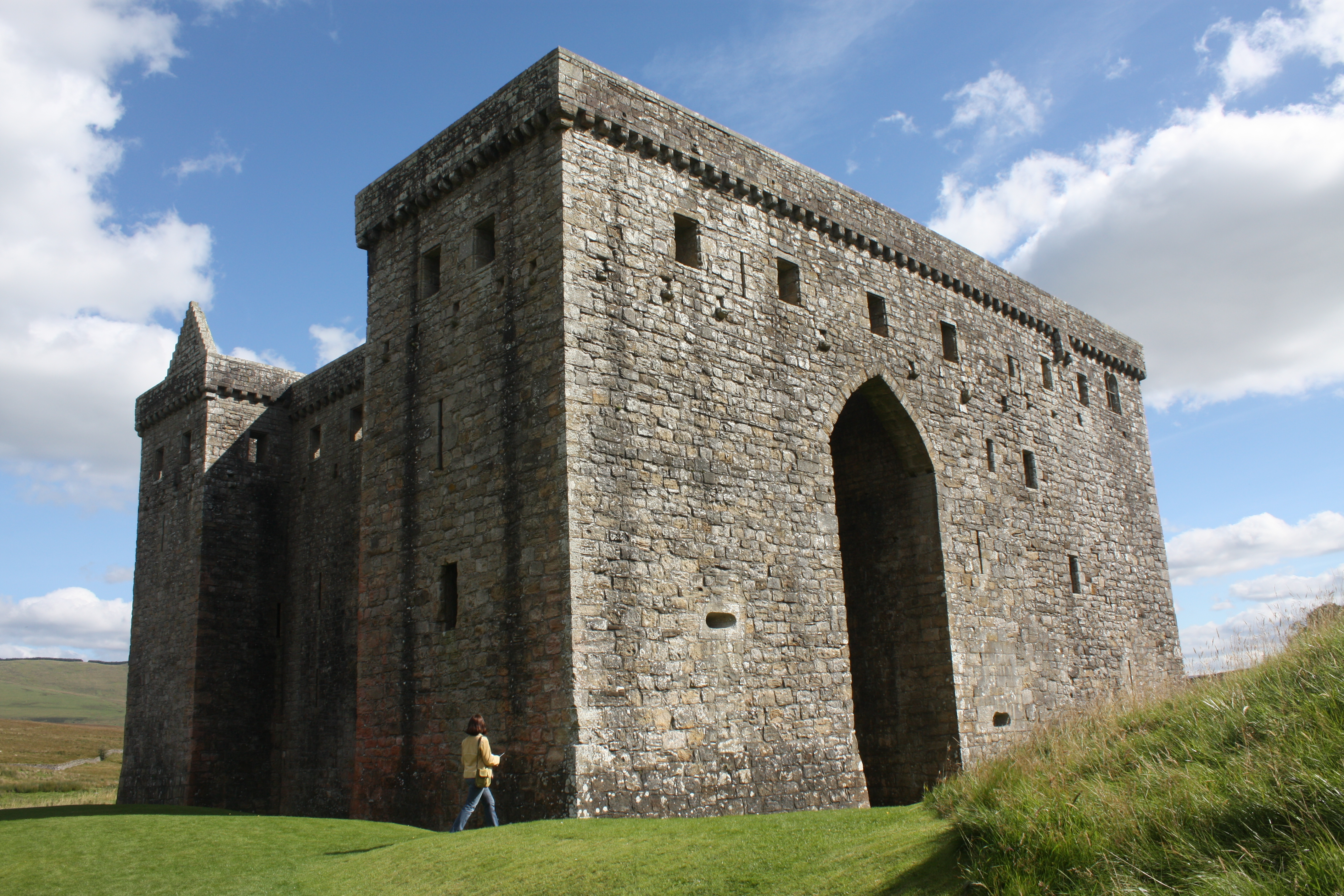
Le château de l'Hermitage.

Au milieu des années 1860, il aurait eu sa première expérience de clairvoyance à l'occasion d'un voyage à Édimbourg, plus spécifiquement lors de sa visite du château de l'Hermitage, considéré comme hanté. L'épisode suivant se déroula le 1er janvier 1880. Alors qu'un de ses collègues du Northern Echo lui souhaitait une bonne année, W. T. Stead lui répondit, sans savoir pourquoi, que c'était le dernier 1er janvier qu'il passait à Darlington car il allait partir à Londres où il travaillerait pour un autre journal. Il venait alors de renouveler son contrat et n'avait aucune idée de quel journal pourrait bien lui proposer un emploi. En septembre 1880, la Pall Mall Gazette, qui venait de changer de direction, l'appela. La première biographe de W. T. Stead, sa fille, qui publia dès 1913, évoque un autre épisode de prémonition. En octobre 1883, alors qu'il était en congé sur l'île de Wight avec son épouse, il aurait entendu une voix intérieure lui annoncer que le 16 mars suivant, il deviendrait le seul rédacteur en chef de son journal. Il décrivit toujours ensuite cet épisode en le qualifiant de « deuxième prémonition ». Il crut d'abord que John Morley allait mourir. Sa femme suggéra qu'il serait plutôt élu au Parlement. De retour à Londres, il en parla à ses collègues qui ne le crurent pas. Cependant, Morley, qui avait renoncé à l'idée de se faire élire, se présenta à une législative partielle et fut élu fin février 1884. Une autre version (proposée par J. M. Robertson Scott qui publia une histoire de la Pall Mall Gazette en 1952) situe l'épisode plus tôt. W. T. Stead écrivit dans son journal intime, le 30 décembre 1880 que Morley quitterait la PMG au mois d'avril suivant et qu'il en prendrait seul la direction. John Morley ne démissionna qu'en août 1883 car il ne pouvait concilier toutes ces activités journalistiques (il dirigeait aussi une revue) et sa carrière politique.
Durant l'été de 1880, un ami journaliste, Mark Fooks, rendit visite à W. T. Stead. Fooks avait déjà participé à des séances de spiritualisme et à la demande de Stead, il entreprit de lui exposer le résultat de ses expériences. Les deux hommes correspondirent ensuite sur le sujet dans les mois qui suivirent. Finalement, à Londres, en février 1881, W. T. Stead alla assister, incognito, à une séance. Là, il posa diverses questions en relation avec la situation politique (le vote du Coercion Bill et le futur du gouvernement Gladstone). Les réponses s'avérèrent justes, raconta-t-il plus tard sur ces deux sujets, mais pas en ce qui concernait la question d'Orient et le tracé des frontières de la Grèce ou un potentiel débarquement d'Américains d'origine irlandaise venus soutenir une insurrection de paysans sans terre en Irlande. L'esprit, Mother Shipton, annonça ensuite la disparition de l'aristocratie terrienne et la révolution, en insistant sur le fait que les riches étaient punis dans l'Au-delà. Enfin, le médium, Mrs Burns, lui prophétisa qu'il serait le saint Paul du spiritualisme,. En 1904, lors d'une autre séance, il serait entré en communication avec Charles Gordon, mort à Khartoum dix-neuf ans plus tôt. Ils auraient à cette occasion repris le cours de la conversation-interview qu'ils avaient eue au début des années 1880.
Il aurait eu une nouvelle expérience à Noël 1885, alors qu'il se trouvait en prison, de type clairaudience et psychographique, mais aussi mystique. Il essayait d'écrire une lettre à une jeune femme en difficultés morales et sociales. Il s'entendit alors reprocher qu'il se contentait de lui conseiller d'être une chrétienne : « Ne dis plus jamais à personne d'être chrétien. Dis leur toujours d'être un Christ. » Le lendemain, alors qu'il écrivait à sa femme pour lui raconter cet épisode, il fut distrait par les cloches de la chapelle. Il posa son crayon et attendit. Lorsqu'il le reprit, il découvrit qu'il avait écrit, sans s'en rendre compte « Be a Christ ».

### Madame Blatvatsky, la théosophie et Annie Besant

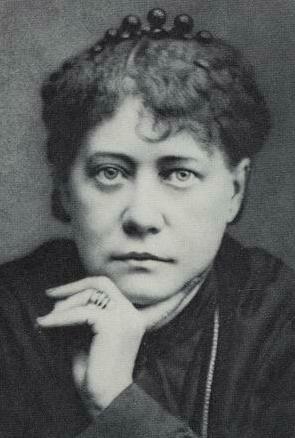
Portrait d'Helena Blavatsky en 1877 à New York.

En 1888, Madame Novikoff lui fit rencontrer Madame Blavatsky. Il hésita car son intérêt pour l'occulte, comme il le disait lui-même, s'était alors un peu émoussé. Ce fut le fait que Madame Blatvatsky fût russe qui le décida. Il sembla rapidement fasciné par cette dernière et ne cessa d'y faire référence dans son journal. En janvier 1889, W. T. Stead demanda à Annie Besant de faire pour la Pall Mall Gazette un compte rendu de La Doctrine secrète écrite par Madame Blavatsky. Il obtint même un rendez-vous pour Annie Besant afin qu'elle pût rencontrer l'auteur. Il fut ainsi déterminant dans la conversion d'Annie Besant à la théosophie qui allait mener à sa prise de direction de la Société théosophique,,.
Après sa rencontre avec Madame Blavatsky, celle-ci, qui considérait Stead, malgré ses affirmations, comme un véritable théosophe, lui envoya les deux tomes de sa Secret Doctrine. Il ne put cependant se résoudre à les lire lui-même, effrayé par le volume et le contenu. Après qu'il a confié la tâche à Annie Besant, celle-ci lui écrivit : « Si je meurs lors de ma tentative d'écrire un compte rendu, vous ferez mettre sur ma pierre tombale : "Elle est partie étudier sur place la Doctrine secrète". ». Annie Besant trouva cependant à la lecture de l'ouvrage les réponses aux questions métaphysiques qu'elle se posait depuis l'enfance. Son compte rendu, très favorable, parut dans la PMG le 25 avril 1889, sur une colonne et demie. Dans les mois qui suivirent, elle se désengagea de la plupart de ses luttes sociales et politiques au Royaume-Uni pour se consacrer à la théosophie. Il semblerait cependant que Stead, responsable indirect de la conversion, ait été déçu de la voir ainsi peu à peu faire évoluer ses priorités. En fait, dans son article biographique d'Annie Besant dans sa Review of Reviews en 1891, il expliquait qu'il ne comprenait pas ce que celle-ci, ainsi que Catherine Booth de l'Armée du salut ou Josephine Butler, pouvaient trouver à ce « système mystique mais brumeux, fils naturel du mariage du christianisme et du bouddhisme ».

### Le «bureau de Julia»

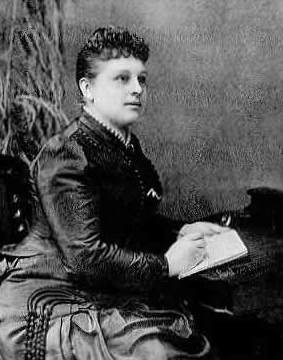
Julia Ames.

En 1890, une journaliste de Chicago, Julia Ames, en route vers Oberammergau pour y assister à la Passion, rendit visite à W. T. Stead et sa famille, lors de ses passages à Londres. Militante engagée pour la tempérance et le droit de vote des femmes, proche de Frances Willard, elle s'était arrêtée à l'aller pour interviewer W. T. Stead et lui demander des conseils pour son voyage. Au retour, la visite fut plus sociale puisqu'elle prit le thé avec l'ensemble de la famille sous un chêne du jardin qui fut ensuite appelé le « chêne de Julia »,.
En 1892, W. T. Stead « découvrit » qu'il était capable de psychographie. Il dit qu'il recevait des messages de Julia Ames, entre-temps décédée. Il publia les premières « communications de Julia » dès l'année suivante dans sa nouvelle revue Borderland. En 1897, il réunit et publia une partie de ces « communications » sous le titre Letters from Julia,. À partir de 1907, il reçut régulièrement des messages de son fils aîné décédé. Cela renforça ses convictions. W. T. Stead se persuada que la mort n'était qu'une étape, une transformation et non une disparition de la personnalité. En 1909, apparemment à la demande de Julia, il mit sur pied un « bureau de Julia », un organisme destiné à permettre la communication entre les vivants et les morts. Il y employa de nombreux médiums et en tout, 1 300 « séances » furent prises en notes. Il semblerait que Julia ait « invité » d'autres personnalités décédées à y « participer ». Ainsi, Catherine II de Russie serait venue évoquer l'avenir de son pays, permettant à Stead de publier un nouvel article sur le sujet en juillet 1909. La même année, le Daily Chronicle mit Stead au défi d'obtenir l'avis de Gladstone sur la situation politique de la Grande-Bretagne. La « réponse », dans le style de l'ancien Premier ministre reçut un large écho dans la presse et joua un rôle important dans le discrédit et le ridicule jeté sur W.T. Stead,.

## Pacifiste
W. T. Stead considérait son voyage en Russie au printemps 1888 comme sa première « Mission pour la Paix », principalement à cause de l'antagonisme russo-britannique en  Asie centrale. Son ouvrage The Truth about Russia publié dès son retour avait pour but de démontrer que la Russie était peuplée et gouvernée par de « vrais gens » et ne se limitait pas à l'image caricaturale qu'on en avait : « massacres et Sibérie ». Il considérait que la russophobie courante en Occident était à la base des guerres, comme lors, selon lui, de la guerre de Crimée. De plus, il croyait que cette russophobie était principalement liée à la méconnaissance du pays. Il était cependant aussi persuadé que le Tsar Alexandre III était un des grands artisans de la paix de son époque. Il insistait par ailleurs sur l'idée de non-intervention armée, préférant les pressions diplomatiques pour obliger les pays à respecter leurs engagements (comme l'Empire ottoman vis-à-vis de ses sujets orthodoxes). Il avait fixé à sa Review of Reviews pour but, entre autres, de diffuser l'« Impérialisme de la Responsabilité » qu'il opposait au « Nationalisme de la passion, du préjugé et de l'orgueil »,.
En 1899, W. T. Stead participa à la première conférence de La Haye dans le cadre de sa lutte pour la paix dans le monde. Il se fit l'avocat du désarmement, de l'arbitrage et continua à s'élever contre les conflits et les massacres, comme le génocide arménien de 1894-1895 ou la guerre des Boers (1899-1902). Ce dernier engagement lui fit perdre les amitiés de Rhodes et Milner et entraîna une baisse des ventes de sa Review of Reviews. Il joua un rôle clé dans la préparation et le déroulement de la seconde conférence de La Haye en 1907, où il insista à nouveau sur la nécessité d'un arbitrage international pour éviter les conflits. Il protesta aussi à cette occasion contre la « germanophobie » croissante au Foreign Office. Il protesta contre les atrocités commises par les Italiens lors du conflit italo-ottoman (1911-1912).

## Naufrage duTitanicet mort

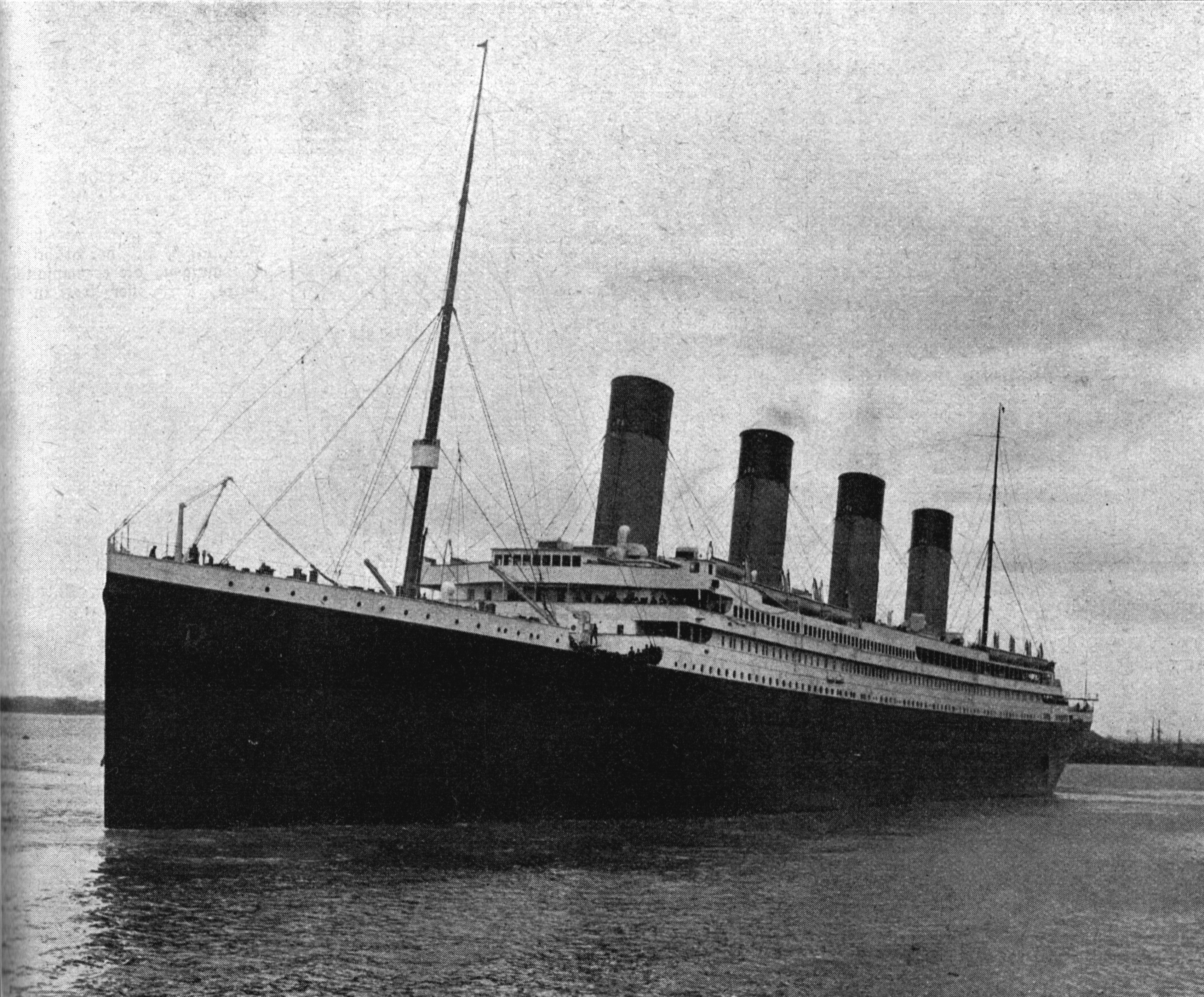
Le Titanic.

En 1912, sa réputation conduisit Stead à être invité par le président américain William Howard Taft à la Great Men and Religions Conference (Conférence des grands hommes et des religions) de New York. Il embarqua pour cette raison sur le Titanic. À bord, il occupait la cabine de première classe C-87 ou C-89, près du Grand Escalier arrière,,,.
Son épouse racontait qu'en découvrant le navire à Southampton, il s'était montré très enthousiaste à l'idée de voyager sur le plus moderne et révolutionnaire des vaisseaux de son époque. De l'escale de Cherbourg, il posta une lettre à sa fille Estelle évoquant le luxe inimaginable du Titanic, « splendide et monstrueuse Babylone flottante ».
Les récits des survivants évoquent une évolution dans l'attitude de W. T. Stead à bord du Titanic. Dans les premiers jours, il aurait été charmant et volubile, faisant la joie de ses convives à table. Les dîners du 12 et du 13 avril auraient été sur ce plan mémorables, puisque ce fut les soirs où il aurait raconté son histoire sur la momie maudite. Cependant, les jours suivants, il aurait été plus sombre et serait même resté dans sa cabine alors que le dîner du 14 avril était le dîner de gala, apogée mondain de la traversée inaugurale.

### Prémonitions, prédictions et légendes
W. T. Stead était une importante figure charismatique au début du XXe siècle pour ses engagements politiques et sociaux, pour son influence en tant que journaliste, mais aussi pour ses travaux dans le spiritualisme. Il n'est donc pas étonnant que ce milieu de médiums où il évoluait ait multiplié les prémonitions (certaines a posteriori) et prédictions à son propos et surtout que celles-ci aient été retenues et transmises. De plus, avec W. T. Stead, le spiritualisme disposa d'une figure emblématique : au-delà du Saint Paul du spiritualisme qu'on lui avait promis qu'il allait devenir, il en fut pratiquement considéré comme le Christ, mort pour la cause. Un de ses disciples spiritualistes, James Coates, écrivit dès le 26 avril dans le journal spiritualiste Light que Stead avait plus fait pour la cause spiritualiste et pour le pacifisme en mourant d'une façon si spectaculaire que s'il avait réussi à prononcer son discours sur ces thèmes lors de la conférence internationale de New York à laquelle il était invité. On comprend alors l'insistance des milieux spiritualistes à relater la moindre occurrence de ce type, avant, pendant et après le naufrage.

#### Textes de Stead

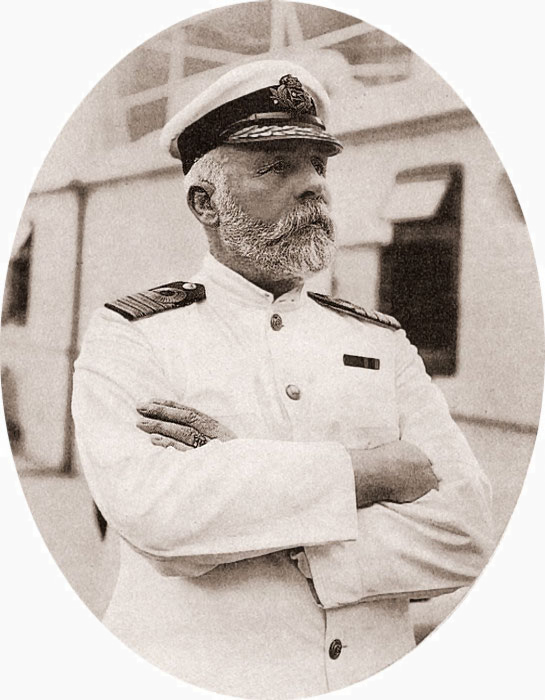
Edward Smith, personnage du roman de W. T. Stead From the Old World to the New.

Le fait que W. T. Stead ait publié deux textes « prémonitoires » amplifia bien sûr le phénomène. Le 22 mars 1886, dans la Pall Mall Gazette, il fit paraître « How the Mail Steamer went down in Mid Atlantic by a Survivor » (« Comment le paquebot postal sombra au milieu de l'Atlantique, par un survivant »). Le narrateur constate, la cinquième nuit (indication narrative) que le paquebot transporte 916 passagers mais n'a que 390 places dans ses canots de sauvetage. La nuit suivante, le paquebot heurte un autre navire et coule. Le narrateur assiste aux scènes d'hystérie, à la lutte pour les canots, défendus à coups de revolver par un officier du navire. Le narrateur rejoint les passagers condamnés à l'arrière du navire. Il finit dans l'eau glacée mais est finalement sauvé par un des canots qui le prend à son bord,. Les partisans de l'interprétation prémonitoire insistent sur le fait que le Titanic coula la cinquième nuit et que selon certains témoins, W. T. Stead aurait apporté son aide, avec une barre de fer, à un officier qui défendait les canots de sauvetage pour y faire monter les femmes et les enfants. Après la fin de la courte nouvelle, une note du rédacteur en chef (signée en tant que tel) était ajoutée : « C'est exactement ce qui peut se produire et se produira si les paquebots sont lancés avec trop peu de canots. » Par conséquent, d'autres interprétations rangent cet article (de fiction) parmi les multiples causes défendues alors par W. T. Stead, en l'occurrence, le nombre trop réduits de canots de sauvetage sur les paquebots de son époque.
Dans l'édition de Noël 1892 de sa Review of Reviews, W. T. Stead publia ce qui peut être considéré, au choix, comme un roman, une longue nouvelle, ou un très long article de fiction intitulé « From the Old World to the New » (« De l'Ancien Monde au nouveau ») dans lequel il raconte un voyage (imaginaire) sur le Majestic, paquebot de la White Star Line commandé par Edward Smith. Le récit se focalise principalement sur Miss Irving et M. Compton, tous deux médiums doués de clairvoyance. Sans liens entre eux, ils rêvent tous deux qu'ils sont appelés à l'aide par John Thomas, ami de Compton et passager du paquebot Ann and Jane qui a coulé après avoir heurté un iceberg. Le commandant du Majestic refuse de croire à ces rêves, non plus qu'à un message en écriture automatique. Il accepte seulement, après avoir reçu une description psychique de l'iceberg de garder l'œil ouvert lorsque le navire traversera la zone des glaces flottantes. L'iceberg est aperçu, six survivants du Ann and Jane (dont John Thomas) sont sauvés et Compton et Irving se marient. Stead conclut que « les océans parcourus par de rapides paquebots sont jonchés des os blanchis de ceux qui ont embarqué comme nous et qui ne sont jamais arrivés à bon port ». Les tenants du caractère prémonitoire de la nouvelle insistent sur la ressemblance très forte entre le personnage de Compton et W. T. Stead lui-même. La présence dans le récit et à la barre du Titanic du même commandant Smith renforce leurs arguments.

#### Autres prédictions et légendes

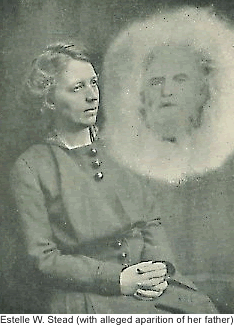
Photographie spirite d'Estelle Stead, avec l'« apparition » de son père.

W. T. Stead avait très tôt déclaré qu'il mourrait lynché ou noyé. Lui-même racontait, à partir de 1890, qu'il se voyait mourir d'une mort violente au milieu d'une foule ou « dans ses bottes ». Cependant, une telle sensation, pour une personnalité publique controversée qui avait été souvent très chahuté par la foule à Londres, comme en 1900 lors de son engagement contre la guerre des Boers, peut se comprendre. Dans les jours précédant le départ, il se comporta comme s'il voyait ses proches pour la dernière fois. Lors de la séance du « bureau de Julia » du 3 avril, il lut un passage de saint Jean l'Évangéliste : « J'ai fini le travail pour lequel tu m'as appelé ». Il écrivit à plusieurs proches qu'il sentait qu'il allait vers autre chose « pour de bon ».
Évoluant dans le milieu spiritualiste, W. T. Stead rencontra de nombreux médiums qui lui prédirent de multiples fins tragiques, auxquelles il ne croyait pas. Une élève de Cheiro lui lut les lignes de la main en 1892 et lui annonça qu'il mourrait à 63 ans (en 1912 donc) ; il répondit que Madame Blavatsky lui avait donné jusqu'à 75 ans. Madame de Thèbes lui dit en 1906 de se méfier de l'eau. En juin 1911, Cheiro lui-même le mit en garde contre l'eau en avril, juillet, octobre et décembre. Les prédictions « justes » sont régulièrement rappelées, mais il en existe aussi des fausses. En 1906, un médium lui prédit deux nouveaux séjours en prison et un lynchage final dans les rues de Londres. D'autres prémonitions sur la mort de Stead n'ont aussi été rendues publiques qu'après la mort de celui-ci. En octobre 1911, une médium américaine, madame Witt-Hopkins, aurait eu l'intuition de la mort de Stead en le rencontrant à Paris. Elle écrivit à ce sujet dans le journal spiritualiste Light en juin 1912. Un autre médium, l'archidiacre Colley affirma aussi, après la mort de Stead, lui avoir écrit pour le prévenir du naufrage du Titanic. Enfin, un acteur amateur, Pardoe Woodman, membre de la même troupe de théâtre qu'Estelle Stead, la fille de W. T. Stead, annonça à celle-ci, le soir du 14 avril la mort dans un naufrage d'un homme d'âge mûr proche d'elle. Ce fut la première expérience paranormale de Woodman qui devint ensuite médium et fut un des principaux intermédiaires entre Stead décédé et les proches de celui-ci.
W. T. Stead avait consulté à trois reprises entre avril et septembre 1911 le médium et théosophe Guillaume de Wendt de Kerlor (qui n'était pas encore l'époux d'Elsa Schiaparelli). En avril, il lui avait prédit une mort « publique », « inattendue », « piétiné ou assassiné » dans un délai relativement court. Le 16 septembre 1911, de Kerlor se fit plus précis. Le voyage envisagé en Russie serait annulé et remplacé par un voyage en Amérique. Il décrivit un grand bateau noir portant une couronne d'immortelles à la place du nom du navire, car il n'était pas encore achevé. Quelques jours plus tard, de Kerlor rêva de Stead se noyant. Il appela Stead pour lui raconter. Le journaliste lui répondit simplement : « Eh bien, vous êtes un bien triste prophète »,. En février 1912, de Kerlor fit parvenir à Stead, via la secrétaire particulière de ce dernier, le compte rendu d'un nouveau rêve annonçant sa mort prochaine.

#### Après son décès
Dans les mois qui suivirent le naufrage, W. T. Stead se serait manifesté à ses proches lors de très nombreuses séances spiritualistes, au « bureau de Julia » ou à d'autres occasions. Le 24 avril, à Londres, il aurait assuré n'avoir pas souffert. L'esprit du steward W. T. Brailey, mort dans le naufrage et dont le père était un médium connu, serait alors intervenu pour affirmer que W. T. Stead aurait été la personne ayant suggéré à l'orchestre de jouer Plus près de toi, mon Dieu. Lors d'une séance le 8 mai, à laquelle assistait Estelle Stead, la tête de son père serait apparue, se serait fait reconnaître sans le moindre doute et aurait joué de la trompette. Le 9 juin, il aurait expliqué s'être cogné la tête lors du naufrage et avoir été tué à ce moment-là. Le 18 juin, à une séance à laquelle assistait Yeats, il se serait excusé auprès de de Kerlor pour ne pas l'avoir cru.
W. T. Stead est également à l'origine d'une légende urbaine tenace selon laquelle une momie égyptienne transportée à bord aurait maudit le Titanic. Il est cependant certain qu'aucune momie n'était transportée à bord. Cette légende dérive vraisemblablement d'une histoire de fantômes que Stead avait racontée à ses compagnons de voyage durant la traversée.

### Naufrage

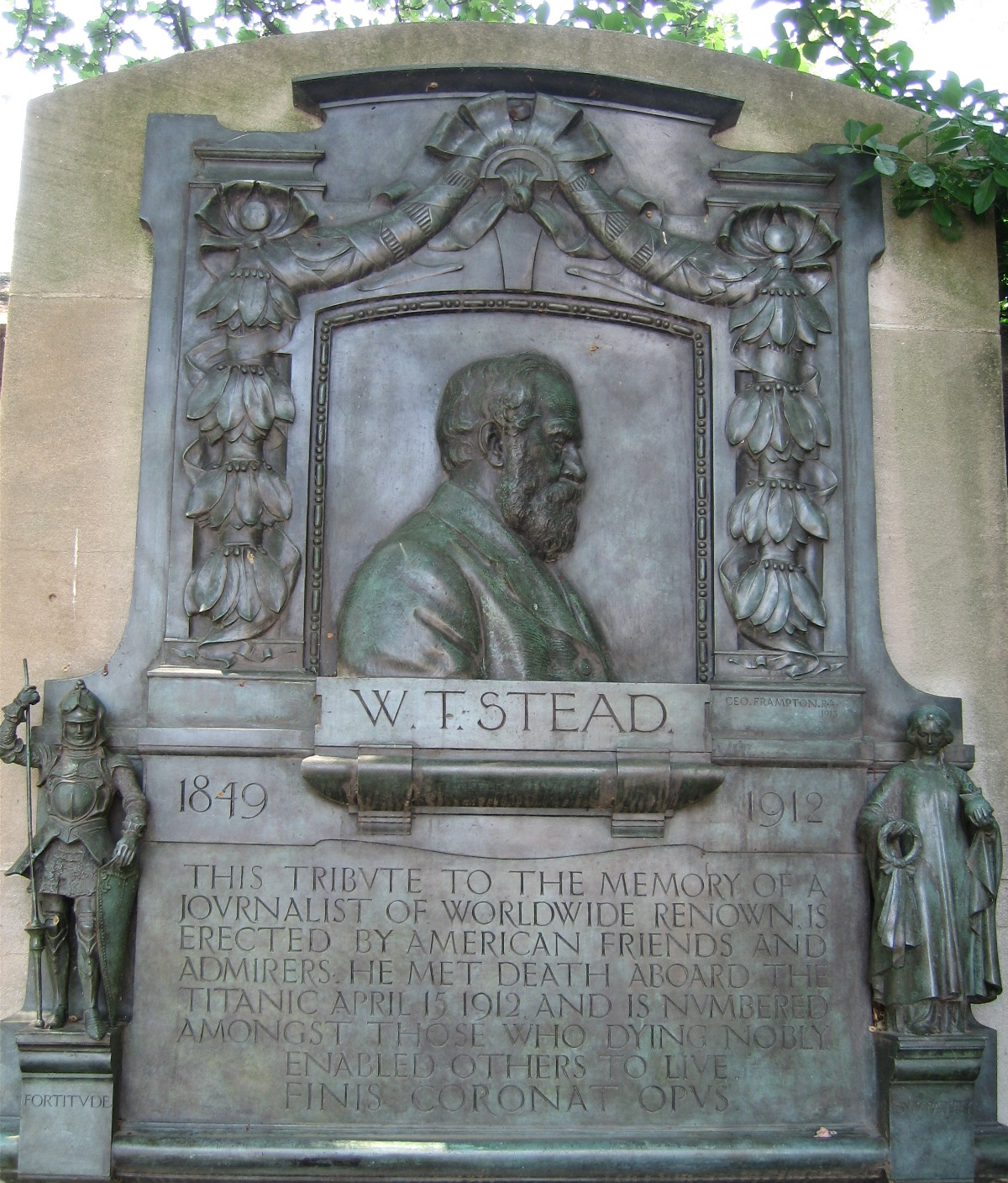
Mémorial W. T. Stead à Central Park (New York).

Le 14 avril 1912, le paquebot heurta un iceberg et commença à sombrer. D'après le témoignage de survivants, Frederic Kimber Seward et A. H. Barkworth, il se serait même trouvé à l'avant du navire au moment de la collision. Les deux hommes l'auraient rencontré, complètement choqué et abasourdi. Un peu plus tard, un steward, Andrew Cunningham, ne réussit pas à le convaincre de mettre un gilet de sauvetage. Il lui en donna un sans qu'il le prît ou comprît ce qui lui était tendu. Selon d'autres témoins, W. T. Stead se démena jusqu'à la fin pour escorter des passagers de toutes les classes jusqu'aux canots. Elbert Hubbard (qui mourut lors du naufrage du Lusitania) le décrivit protégeant avec une barre de fer l'embarquement de femmes et d'enfants,. Une autre version veut que Stead se soit retiré dans le fumoir de première classe et se soit installé dans un fauteuil pour y lire en attendant la fin, soit la Bible, soit l'exemplaire de James Russell Lowell qui ne le quittait jamais,. D'autres encore témoignèrent l'avoir vu avec des passagers qui se savaient condamnés, à la poupe : il aurait été en train de leur raconter un rêve étrange qu'il aurait fait la nuit précédente. Quant à Mrs Shelley, elle l'aurait aperçu, toujours à la poupe, mais seul, priant ou méditant face à la mer.
Il mourut dans le naufrage et son corps n'a pas été retrouvé ou identifié. Un témoin, Philip Mock, raconta l'avoir vu, ainsi que John Jacob Astor, accrochés à un radeau, mais ils auraient été obligés de lâcher prise à cause du froid qui les avait engourdis,. Toutefois, selon trois témoins présents à bord du canot no 11, dont Philip Mock, le canot se trouvait trop loin (environ 500 mètres selon son responsable) pour que des corps ou des débris soient visibles depuis l'embarcation.

### Hommages
La plupart des journaux britanniques publièrent dans les jours qui suivirent des nécrologies rendant hommage à W. T. Stead, principalement à son œuvre de journaliste. Le Daily Mirror titra « Une Histoire que M. Stead aurait pu raconter ». Lors de la Great Men and Religions Conference pendant laquelle il aurait dû parler, les drapeaux furent mis en berne en son honneur.
W. T. Stead est également un des personnages réels dépeints par Elizabeth Navratil dans son roman Les Enfants du « Titanic », qui raconte de façon très romancée l'histoire de son père Michel Navratil, rescapé du naufrage. Tout ce qui touche à Stead dans cette histoire est cependant fictif, les deux passagers appartenant à des classes différentes et ne s'étant dans les faits jamais rencontrés.
W. T. Stead est rapidement évoqué dans La Nuit du « Titanic » de Walter Lord puis dans le film tiré de l'ouvrage (Atlantique, latitude 41°) : il est présenté lisant tranquillement dans le fumoir des premières classes. Il est interprété par Henry Campbell, acteur non crédité au générique. Le docufiction Victorians Uncovered: The Virgin Trade de Channel 4 en 2002 présente la même version,.
Pour le centième anniversaire de sa mort, la British Library, les universités de Londres et de Birmingham ont organisé les 16 et 17 avril 2012 un colloque intitulé « W.T. Stead: Centenary Conference for a Newspaper Revolutionary ».

### Ouvrages de W. T. Stead
- The M.P. for Russia
- The Americanisation of the World
- The Truth about Russia
- The Passion Play at Ober Ammergau
- Real Ghost Stories
- If Christ Came to Chicago
- The United States of Europe
- Satan's Invisible World Displayed
- The Pope and the New Era
- Hymns that have Helped
- Last Will & Testament of Cecil Rhodes
- Coming Men on Coming Questions
- The Splendid Paupers